# Gemäldegalerie Düsseldorf

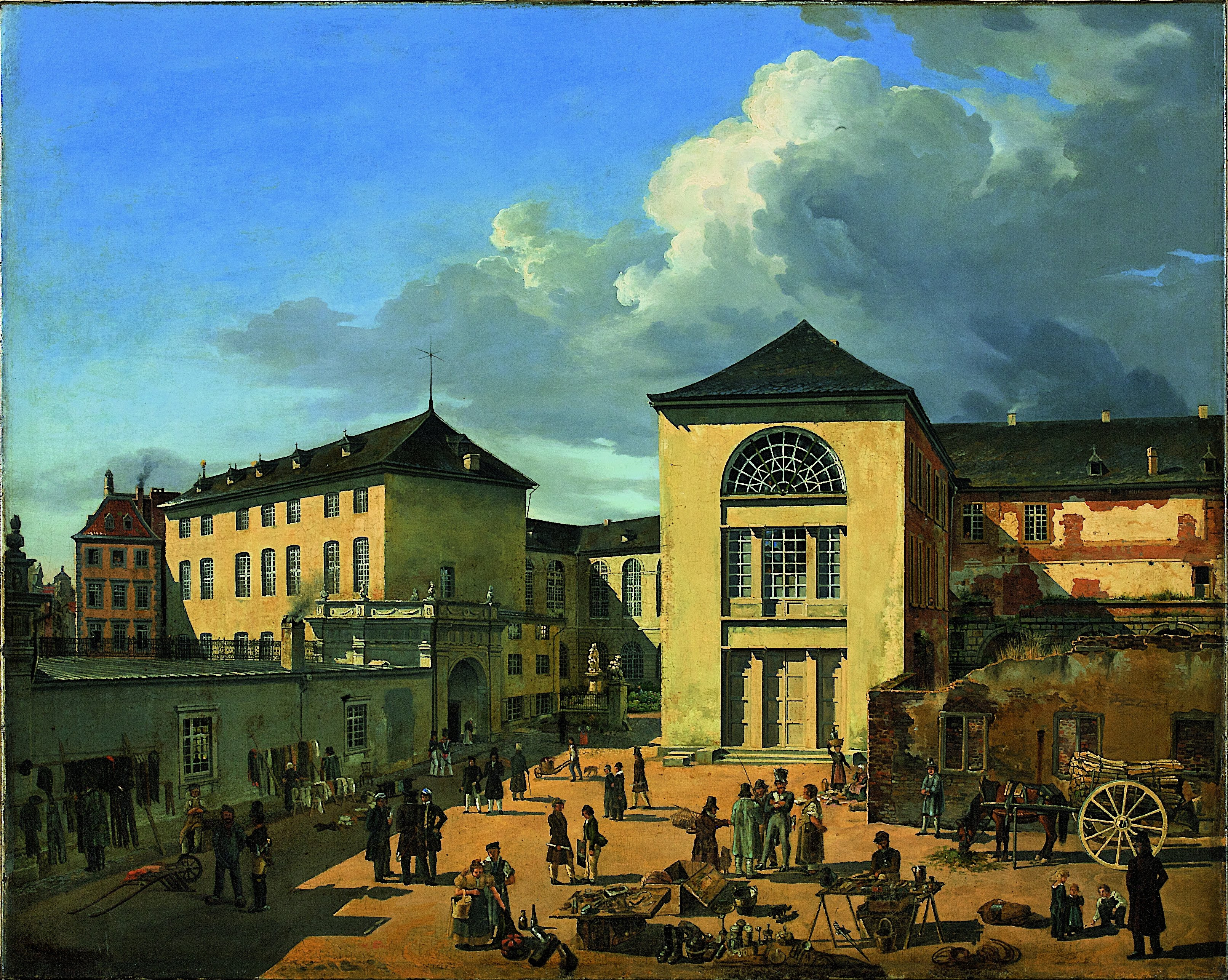
Die alte Akademie in Düsseldorf, 1831 – Das Gemälde von Andreas Achenbach zeigt das dreiflügelige Galeriegebäude (links) in seiner Nutzung als Kunstakademie Düsseldorf durch eine Ansicht vom Burgplatz.

Die Gemäldegalerie Düsseldorf war eine weltberühmte Gemäldesammlung mit Schwerpunkt auf der italienischen, flämischen und niederländischen Malerei der Renaissance und des Barock, bereichert durch niederländisch-deutsche und italienisch-venezianische Werke. Als Galerie Électorale (deutsch ‚Kurfürstliche Galerie‘) wurde unter Bezugnahme auf die Galleria der Uffizien in Florenz zuerst bloß das ab etwa 1705 errichtete dreiflügelige Galeriegebäude auf der Südseite des Düsseldorfer Schlosses bezeichnet, einer der frühesten selbständigen Museumsbauten Europas. Beschrieben in Katalogen von Gerhard Joseph Karsch (1719), François-Louis Colins (1756), Nicolas de Pigage (1778) und Valentine Green (1793), galt die darin auf zwei Etagen ausgestellte Gemälde- und Skulpturensammlung als „eine für damalige Verhältnisse an Umfang und Qualität erlesene Kollektion“ und als „grandioser Bilderschatz“, als „Kunstschatz von europäischem Rang“, als der „deutsche Louvre“. Die Sammlung erfuhr über die Jahre viele Veränderungen. Durch Kriegshandlungen bedroht, wurde sie mehrfach evakuiert. Nach dem Siebenjährigen Krieg veranlasste Galeriedirekter Lambert Krahe eine fortschrittliche Hängung der Bilder, die in dem Galeriewerk La Galerie Électorale de Dusseldorff eindrucksvoll dokumentiert ist. 1805 ließ Kurfürst Maximilian IV. von Pfalz-Bayern den Großteil der transportablen Sammlungsbestände endgültig aus Düsseldorf fortschaffen. Die über 1000 Exponate umfassende Kollektion ist heute in alle Welt zerstreut. Ungefähr 50 Gemälde befinden sich noch oder wieder in Düsseldorf im Museum Kunstpalast. Viele Bilder bildeten einen Grundstock der Münchner Pinakothek, die am Anfang des 18. Jahrhunderts begonnene Sammlung von Abgüssen antiker Plastiken, die älteste eines Fürsten auf deutschem Boden, wurde ein Grundstock des Mannheimer Antikensaals.
Denis Diderot, Aurelio de’ Giorgi Bertola, Jakob Jonas Björnståhl, Georg Forster, Goethe, Johann Caspar Füssli, Montesquieu, Anna Amalia von Sachsen-Weimar-Eisenach, Johann Georg Sulzer, Christian Ludwig von Hagedorn, Johann Gottfried Herder, Alexander und Wilhelm von Humboldt, Thomas Jefferson, Angelika Kauffmann und Clemens Brentano, Paul von Russland sowie die späteren französischen Könige Ludwig XVIII. und Karl X. hatten die Galerie besucht. Thomas Rowlandson beschrieb sie als „eine der besten Gemäldegalerien ganz Europas“. Adel und gehobenem Bürgertum fungierte die Galerie als sozialer Treffpunkt für Geselligkeit und Gespräch.

## Galeriegebäude

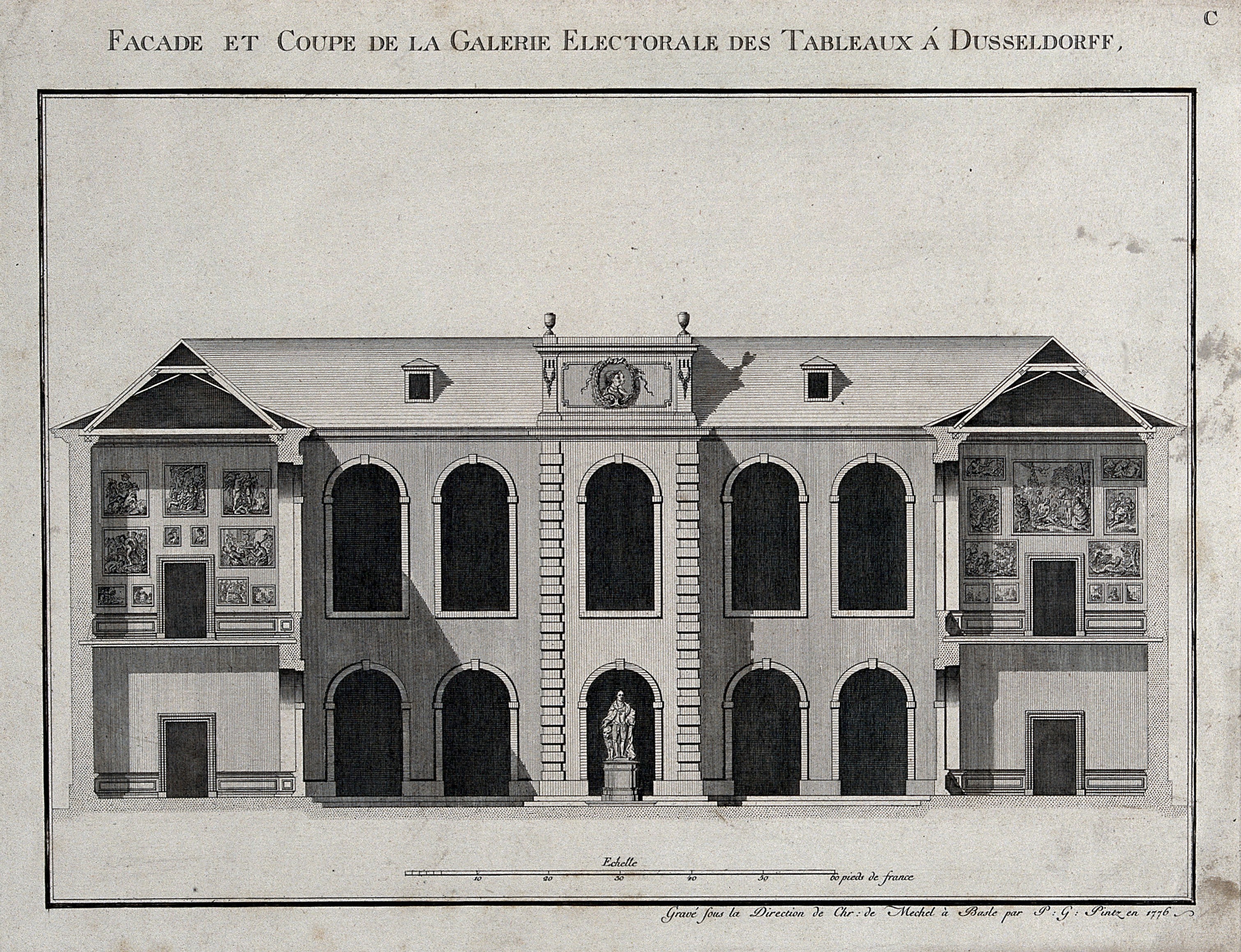
La Galerie Électorale de Dusseldorff, 1778 – Schnitt durch die Flügel des Galeriegebäudes mit Ansicht der Hauptfassade des Ehrenhofes und des Jan-Wellem-Denkmals, Christian von Mechel, 1776

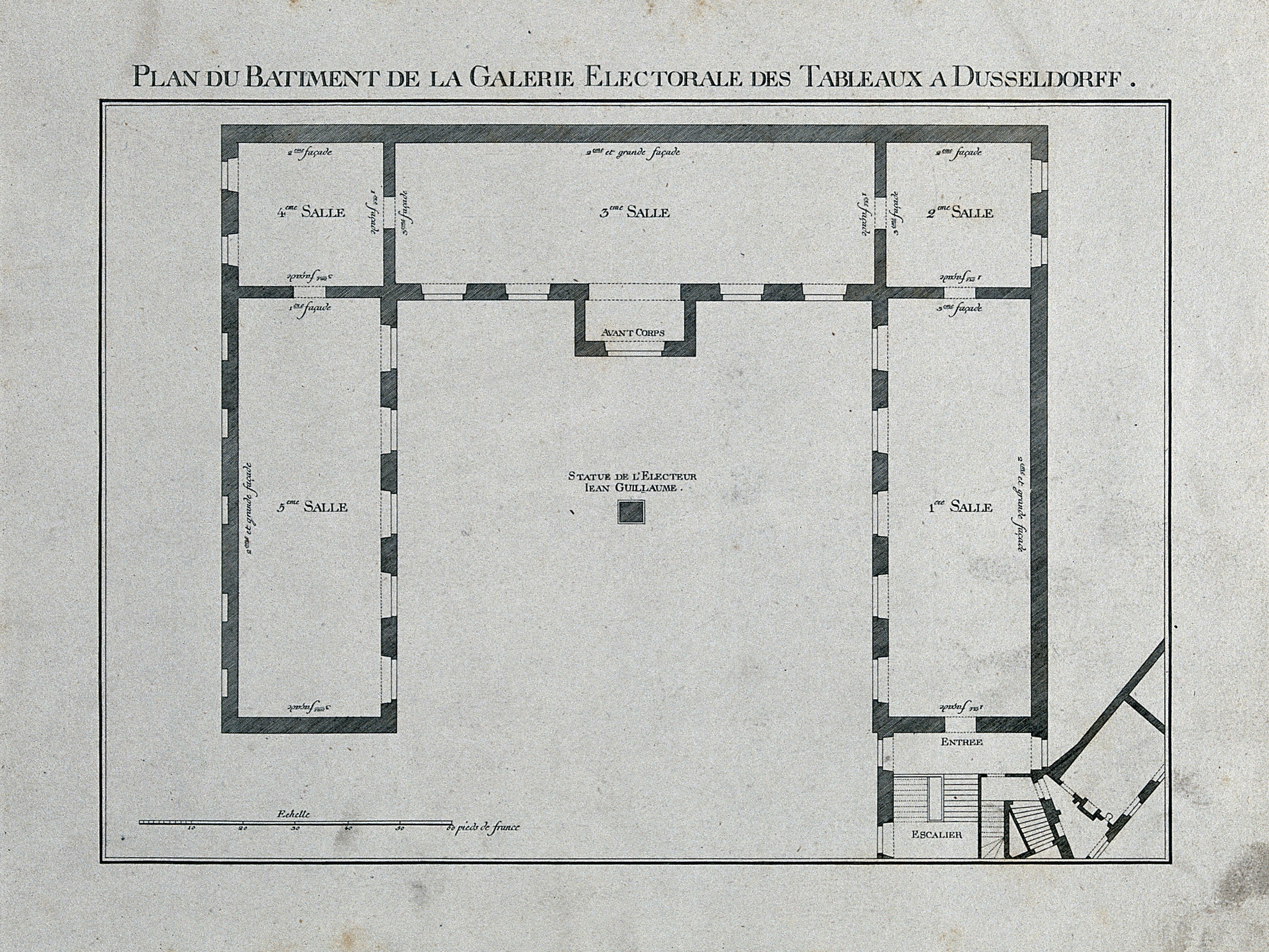
Grundriss, 1776

Das zweigeschossige Gebäude befand sich am heutigen Burgplatz in der Düsseldorfer Altstadt, auf der Südseite des Düsseldorfer Schlosses. Ursprünglich bestand eine direkte Verbindung mit den kurfürstlichen Gemächern des Schlosses. Teile der Gebäudesubstanz des Ostflügels der Galerie sind in einem Flügel des Düsseldorfer Rathauses erhalten.

## Galerieinspektoren
- Gerhard Joseph Karsch
- Joseph Wilhelm Karsch (1715/16–1755)
- Lambert Krahe
- Anton Wisselinck
- Joseph Brulliot
- Johann Peter von Langer

## Geschichte der Sammlung
Die Wurzeln des ersten Sammlungsbereiches liegen in der Kurfürstlichen Sammlung von Johann Wilhelm von der Pfalz, der die Kollektion seines Großvaters Wolfgang Wilhelm, die er in Düsseldorf vorfand, mit seiner zweiten Frau, der geborenen Prinzessin Anna Maria Luisa de’ Medici, erweiterte und ein eigenes Ausstellungsgebäude für sie anlegen ließ. Als Initiator der Gemäldegalerie gilt der niederländische Porträtmaler Jan Frans van Douven, der ab 1684 für den Kurfürsten als Kunstagent auf Reisen war und um 1700 zum Oberaufseher der kurfürstlichen Kunstsammlung aufstieg. Ein erster Aderlass traf die Galerie, als Anna Maria Luisa nach dem Tod ihres Mannes ihren Erbteil an der Sammlung abzog und mit diesem 1717 nach Florenz zurückkehrte. Das 18. Jahrhundert hindurch war die Gemäldegalerie eine vielgerühmte Sehenswürdigkeit, die Menschen von weit her anzog. 1776/1777 feierte der Schriftsteller Wilhelm Heinse seinen literarischen Durchbruch, nachdem er im Teutschen Merkur Über einige Gemälde der Düsseldorfer Galerie geschrieben hatte. An Johann Wilhelm Ludwig Gleim schrieb er:

„Wir haben hier eine Sammlung von Gemählden, dergleichen sich kein Ort in Teutschland rühmen kann, selbst Dresden nicht ausgenommen; und wenn in Griechenland eine Stadt schon wegen einer Bildsäule, oder eines Gemähldes von einem ihrer großen Meister, berühmt war: was sollte Düsseldorf nicht seyn durch ganz Europa, wenn die Kunst noch so geschätzt würde, und noch so in Ehren stünde? Auch reisen die Engelländer, noch die ersten Menschen ohngeachtet aller ihrer Unarten, in Menge hieher, bloß um sie zu betrachten. (…) Die Sammlung ist nicht so zahlreich, wie andre, enthält aber dafür destomehr Meisterstücke; (…) Pfalz ist ein glückliches Land, und die Ufer des Rheins bieten den in vielen andern Gegenden in die Irre gehenden Musen einen reizenden und sichern Aufenthalt an.“

1795, während des Ersten Koalitionskriegs, wurden die Kunstschätze wegen der herannahenden französischen Revolutionsarmee nach Mannheim gebracht. Nach dem Friedensschluss von Lunéville veranlassten die Stände des Herzogtums Berg die Rückführung der Gemäldegalerie. Nach dem Vertrag von Brünn, dem Frieden von Pressburg und dem Vertrag von Schönbrunn kam es 1805/1806 zu einem Ländertausch zwischen dem Königreich Preußen, Kurpfalz-Bayern und Frankreich, in dessen Folge Kurpfalz-Bayern die Souveränität über das Herzogtum Berg, das durch den Rheinbund wenige Monate später zum Großherzogtum Berg erhoben werden sollte, Napoléon Bonaparte überließ. Zuvor wies Kurpfalz-Bayern, das durch die Diplomatie Maximilian Josephs zum Königreich Bayern aufstieg, allerdings seine Behörden an, die Sammlung der Düsseldorfer Galerie nach Schloss Kirchheimbolanden zu bringen. Später wurde die Sammlung von dort nach München gebracht, als sei sie ein Privatbesitz der bayerischen Krone. Dagegen stand man in Düsseldorf auf dem Rechtsstandpunkt, dass die Sammlung verfassungsgemäß als ein öffentlicher Besitz des Landes zu gelten hätte, also als Staatseigentum der Herzogtümer Jülich-Berg bzw. des Herzogtums Berg, in Rechtsnachfolge dann des Großherzogtums Berg und des Königreichs Preußens, und dass daher ein Rückgabeanspruch bestehe. Romeo Maurenbrecher, ein Professor für Staatsrecht der Rheinischen Friedrich-Wilhelms-Universität Bonn, begann 1834 mit der Ausarbeitung eines entsprechenden Gutachtens. 1846 gründeten Düsseldorf Bürger im Bewusstsein, mit der Fortschaffung der Kunstsammlung der Düsseldorfer Galerie einen schweren Verlust erlitten zu haben, sich zum Verein zur Errichtung einer Gemäldegalerie zu Düsseldorf zusammen, um aus Mitgliedsbeiträgen dieses Vereins eine neue Sammlung zeitgenössischer deutscher Kunst aufzubauen, insbesondere der Malerei der zu Ruhm und Ansehen gelangten Düsseldorfer Schule.

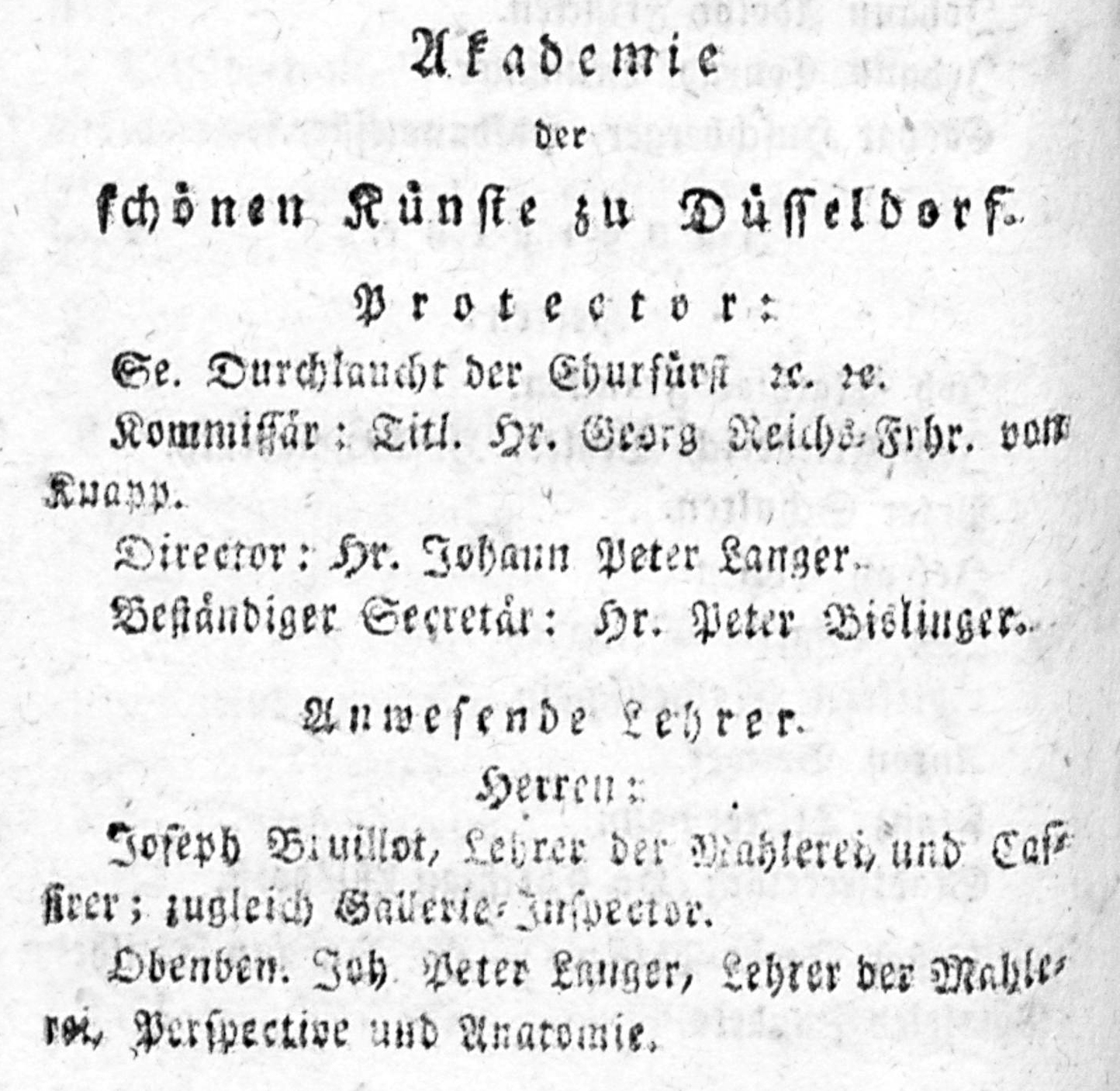
Akademie der schönen Künste zu Düsseldorf, 1801

In verschiedenen Ansätzen bemühten sich Kräfte in Düsseldorf weiterhin, die alte Sammlung zurückzuholen. Nach dem Deutschen Krieg, den das Königreich Bayern auf der Seite des Kaisertums Österreich gegen Preußen und seine Bündnispartner 1866 verloren hatte, drängten die Stadt und der Provinziallandtag der Rheinprovinz auf die Rückgabe der Gemäldegalerie als Bedingung für einen Friedensschluss. Die Sache zog sich jedoch hin. Aufgrund des Staatsvertrages zwischen Preußen und Bayern im Jahre 1870, in dem Preußen im Zuge des Vorhabens der deutschen Reichsgründung es vorzog, die Zustimmung Bayerns zur Aufgabe seiner Souveränität in einem künftigen Deutschen Reich zu erhalten, musste Düsseldorf schließlich die Rückgabe der überführten kurfürstlichen Gemäldesammlung endgültig abschreiben. Die in Bayern somit verbliebene Sammlung bildet heute das Kernstück der Münchner Pinakothek. Der Wert der Sammlung wurde damals auf 2.100.000 Taler geschätzt. Düsseldorf reichte daraufhin im Jahre 1872 eine Petition bei dem Kaiser Wilhelm I. ein, um eine Entschädigung für die verlorenen Galeriebestände zu erhalten. Der Kaiser gab dem Gesuch statt und gewährte eine relativ bescheidene Summe von 150.000 Talern zur Errichtung einer neuen Kunsthalle. In der Folge gehörte diese Kunsthalle zu den ersten Museen in Deutschland, die ausschließlich der Sammlung und Ausstellung der Gegenwartskunst gewidmet waren.
Ohne die Galerie wäre die für Düsseldorf so wichtige Kunstakademie nicht entstanden. Der als Beamtensohn geborene, in Rom zum Maler ausgebildete Wilhelm Lambert Krahe war 1756 auf Empfehlung des kunstsinnigen Kardinals Alessandro Albani Direktor der Düsseldorfer Galerie geworden. Um 1762 gründete Krahe eine Zeichenschule, möglicherweise nach dem Vorbild der 1758 von Peter Anton von Verschaffelt in Mannheim gegründeten Zeichenschule sowie im Zusammenhang mit der Krahe übertragenen Aufgabe der Schaffung von Deckenbildern im Schloss Benrath. Aus der Zeichenschule Krahes ging 1773 die „Kurfürstlich-Pfälzische Academie der Maler, Bildhauer- und Baukunst“, die um 1800 „Akademie der schönen Künste“ genannt wurde, und 1819 die Kunstakademie Düsseldorf hervor, die bis 1872, dem Jahr des letzten Düsseldorfer Schlossbrandes, in Schloss und Galerie untergebracht war und mit der Düsseldorfer Malerschule einen internationalen Ruf erwarb. Galerie-Inspektor wurde um 1769 Anton Wisselinck, 1771 Joseph Brulliot, welcher Lehrer der Malerei an der Akademie der schönen Künste war und im Jahre 1807 als Inspektor nach München an die Bayerische Gemäldegalerie versetzt wurde. Im Amt des Galeriedirektors folgte ihm 1801 Johann Peter Langer, der Direktor der Düsseldorfer Akademie, der 1806 ebenfalls nach München wechselte, nachdem der Großteil der Sammlung auf Weisung des Landesherrn aus Düsseldorf abgezogen und über Kirchheimbolanden nach München verbracht worden war.

## Beschreibung durch das Galeriewerk von Pigage
Im Rahmen einer geplanten Werkfolge von Veröffentlichungen über die Bauten des Kurfürsten Karl Theodor präsentierte Nicolas de Pigage, der Architekt des Schlosses Benrath, im Jahre 1778 in einem Galeriewerk das Bauwerk und dessen Gemäldesammlung durch Kupferstiche, die von Christian von Mechel aus Basel gefertigt worden waren. Das Galeriewerk, dessen Abbildungen aus Architekturzeichnungen entwickelt waren, zeigt die Architektur der Gemäldegalerie in Ansichten, Grundriss und Schnitten, wobei Innenansichten die Hängung der einzelnen Werke an den verschiedenen Wänden der einzelnen Säle verdeutlichen. Dazu lieferte Pigage in einem Textteil, möglicherweise basierend auf Ausführungen von Jean-Charles Laveaux, Bilderläuterungen in einfacher, französischer Sprache. Pigages Galeriewerk, aus dem sich in einzigartiger Weise ergibt, wie die Gemälde eines Museums des 18. Jahrhunderts nach Sälen und Wänden geordnet waren, erfuhr bis zum Beginn des 19. Jahrhunderts mehrere Auflagen in zwei unterschiedlichen Formaten. Es trug maßgeblich zum hohen Bekanntheitsgrad der Kunstsammlung bei.
Die Galerie war demnach in vier Klassen eingeteilt. Die erste zeigte 50 Gemälde von Peter Paul Rubens, darunter auch das „Jüngste Gericht“. Die zweite zeigte Werke der bekanntesten flämischen Maler wie Anthonis van Dyck. Die dritte zeigte Werke des holländischen Malers Adriaen van der Werff, die vierte und größte präsentierte Werke von Raffael, Giulio Romano, Guido Reni, Tizian, „Paul Veronese“, Antonio da Correggio, „Franz Albano“, Rubens, van Dyck, Rembrandt. Die Galerie war mit Marmor- und Bronzestatuen ausgestattet, genommen nach italienischen Modellen.
Als Höhepunkt der Sammlung befanden sich allein 46 Gemälde von Peter Paul Rubens in der Gemäldegalerie. Damit war sie neben der Gemäldesammlung des spanischen Königs die größte Rubenssammlung der Welt. Dazu kamen 21 Werke von Anthonis van Dyck, von Jan Brueghel d. Ä. sowie italienischer Maler wie Annibale Carracci, Michelangelo und Leonardo da Vinci. Zu der Gemäldegalerie gehörten auch das Werk „Huldigung der Künste“ von Adriaen van der Werff, das als eines von vier Gemälden aus München nach Düsseldorf zurückkehren konnte, Stillleben von Rachel Ruysch und Eglon Hendrick van der Neer, Werke holländischer Maler aus der Zeit um 1700 wie Herman van der Mijn, Coenraet Roepel, Gerard Hoet und Gerard de Lairesse, weiter Werke von Paul Bril, Hans Rottenhammer und Adam Elsheimer sowie Werke venezianischer Maler wie Antonio Bellucci, Giovanni Antonio Pellegrini, Domenico Zanetti.
Nur einige Gemälde aus der kurfürstlichen Gemäldegalerie sind heute noch in Düsseldorf zu bewundern, darunter drei der Werke aus der Alten Pinakothek, die ursprünglich zur Düsseldorfer Gemäldegalerie gehörten und als Dauerleihgaben zum Museumsbestand zählen: Himmelfahrt Mariae und Venus und Adonis von Peter Paul Rubens, sowie Samson und Delila von Joos van Winghe.

Ansicht der kurfürstlichen Galerie im Stadtschloss Düsseldorf, nach Kupferstichen im Prachtkatalog von 1778
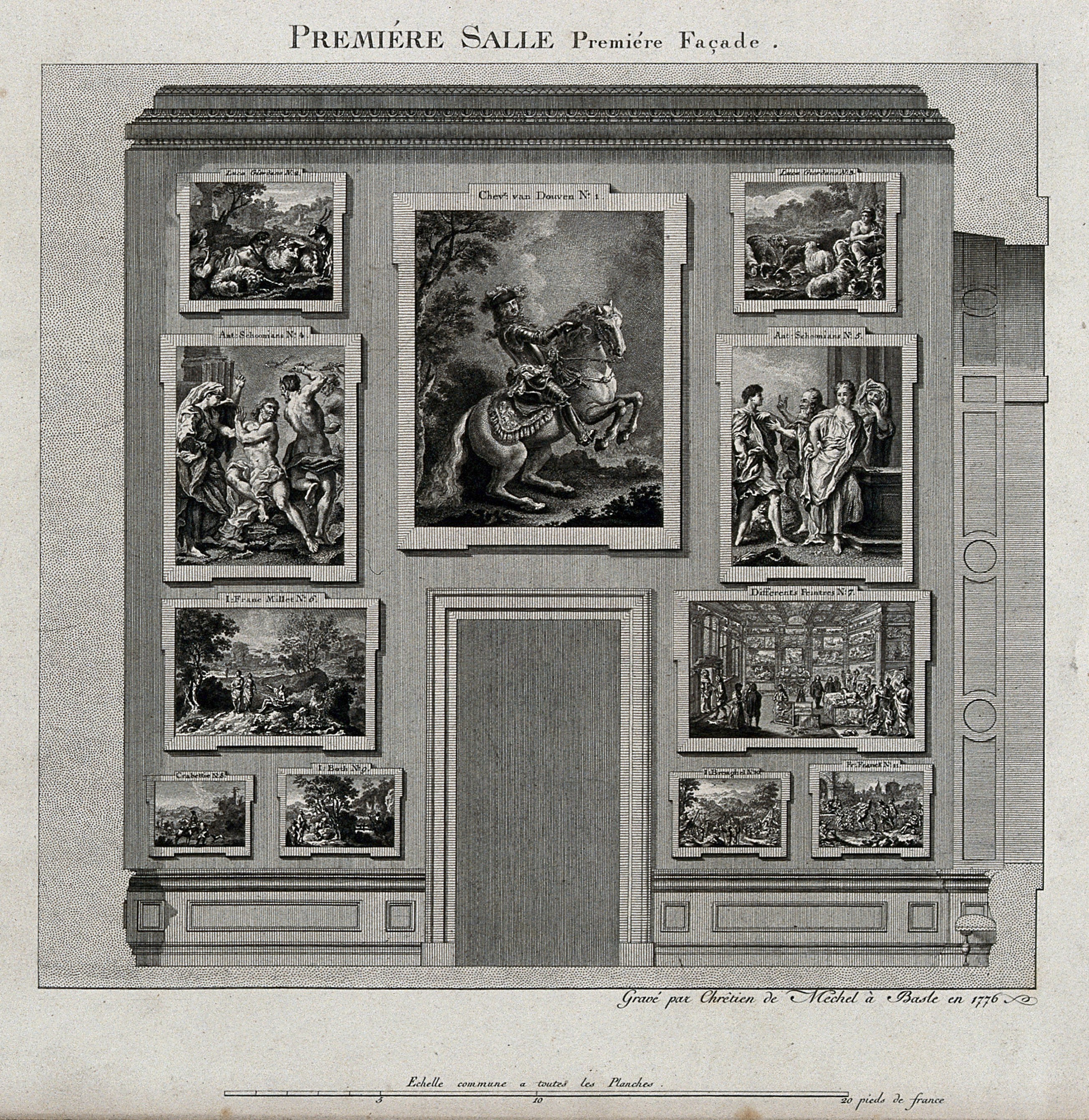
Saal 1, Wand 1 mit Douvens Reiterporträt des Kurfürsten
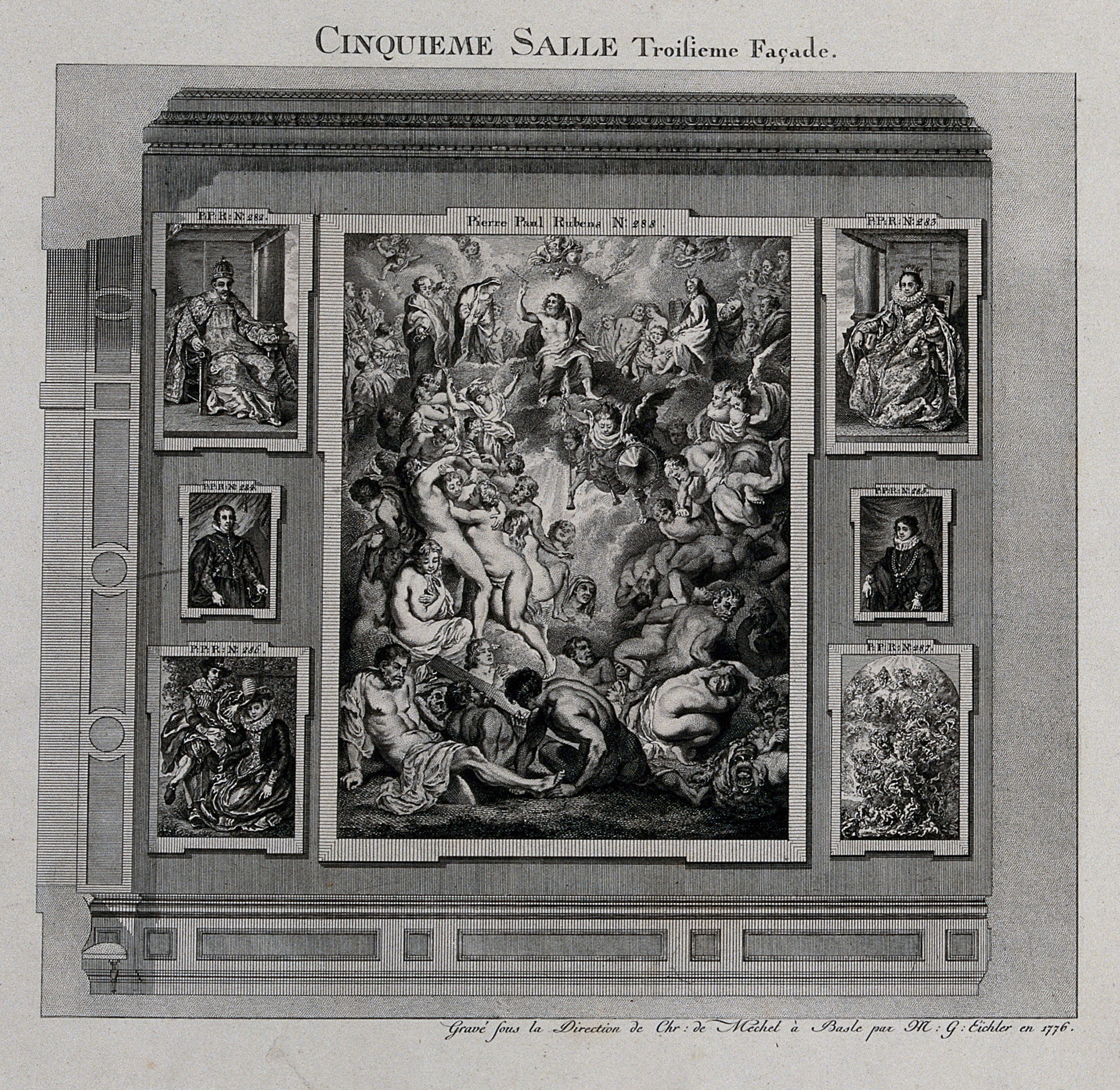
Saal 5, Wand 3 mit sieben Gemälden von Rubens darunter „Jüngsten Gericht“
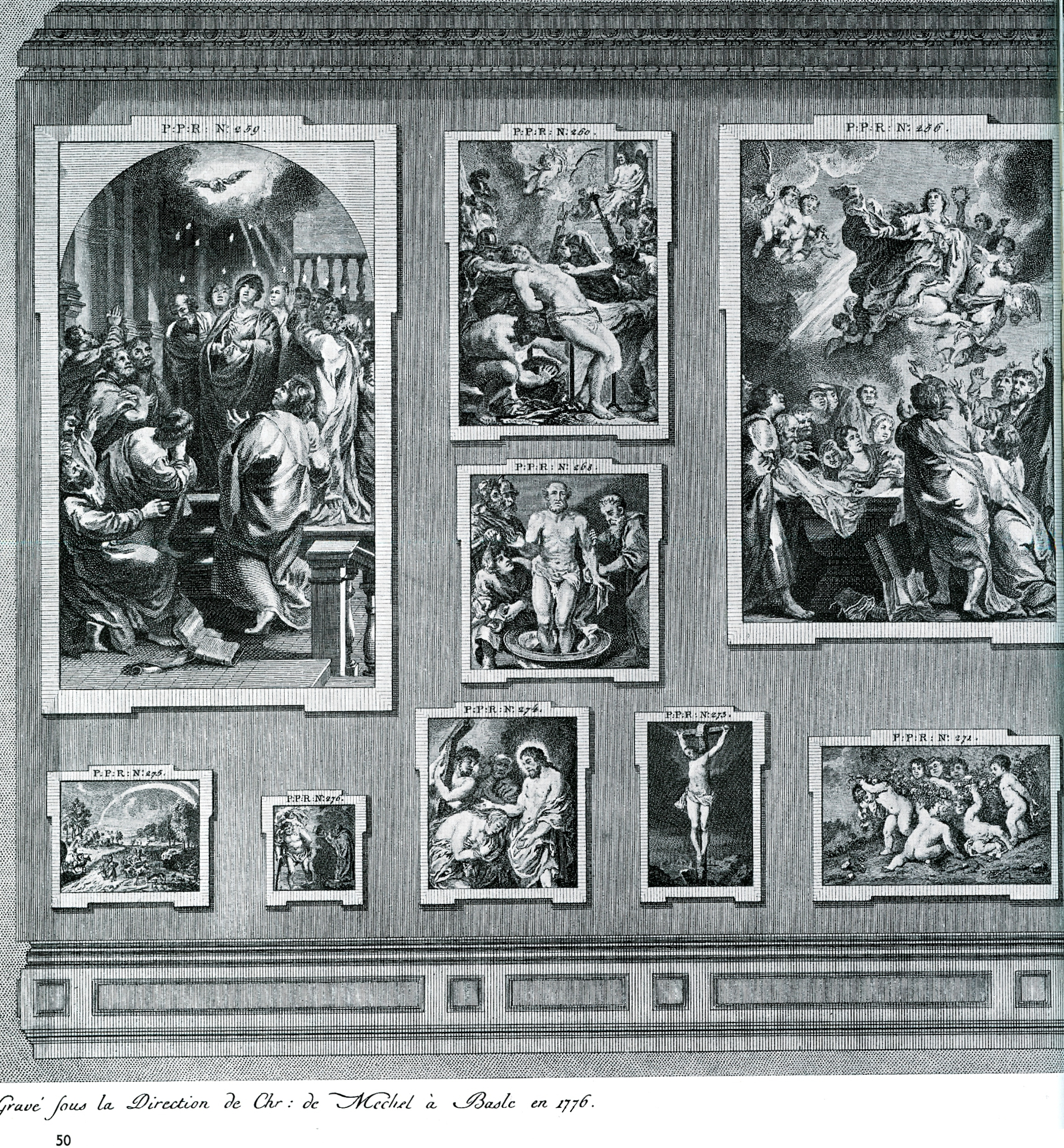
„Cinquième Salle, partie à droite de la Seconde Facade“ mit neun Gemälden von Rubens darunter „Himmelfahrt Mariae“.

Adriaen van der Werff
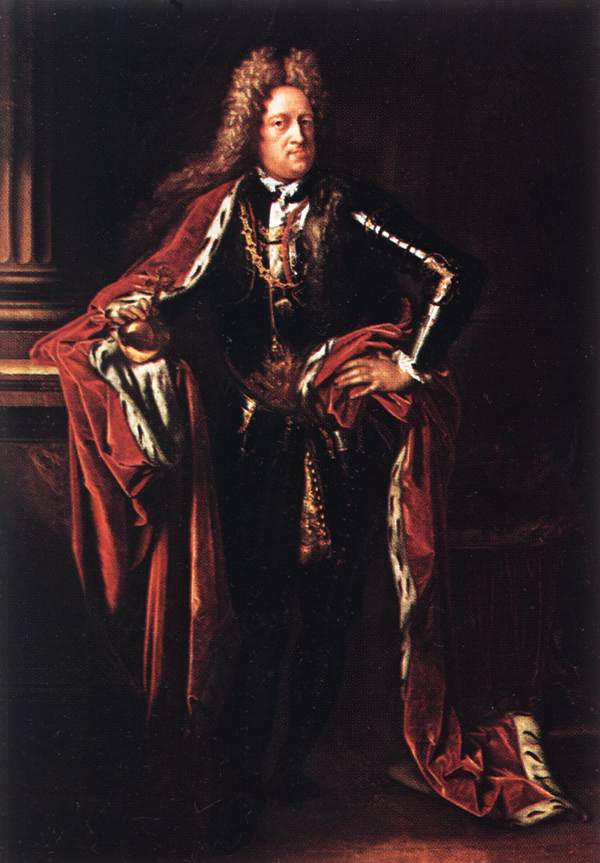
Bildnis des Johann Wilhelm, Kurfürst von der Pfalz, 1700, Ölgemälde, 76 × 54 cm. Schleißheim, Staatsgalerie.
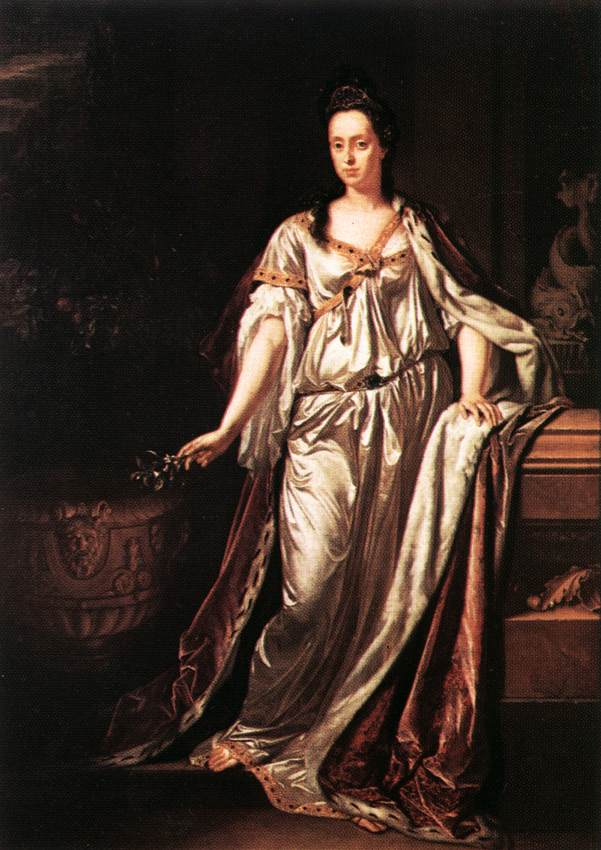
Bildnis der Anna Maria Luisa de’ Medici, Kurfürstin von der Pfalz, 1700, Ölgemälde, 77 × 53 cm. Schleißheim, Staatsgalerie.
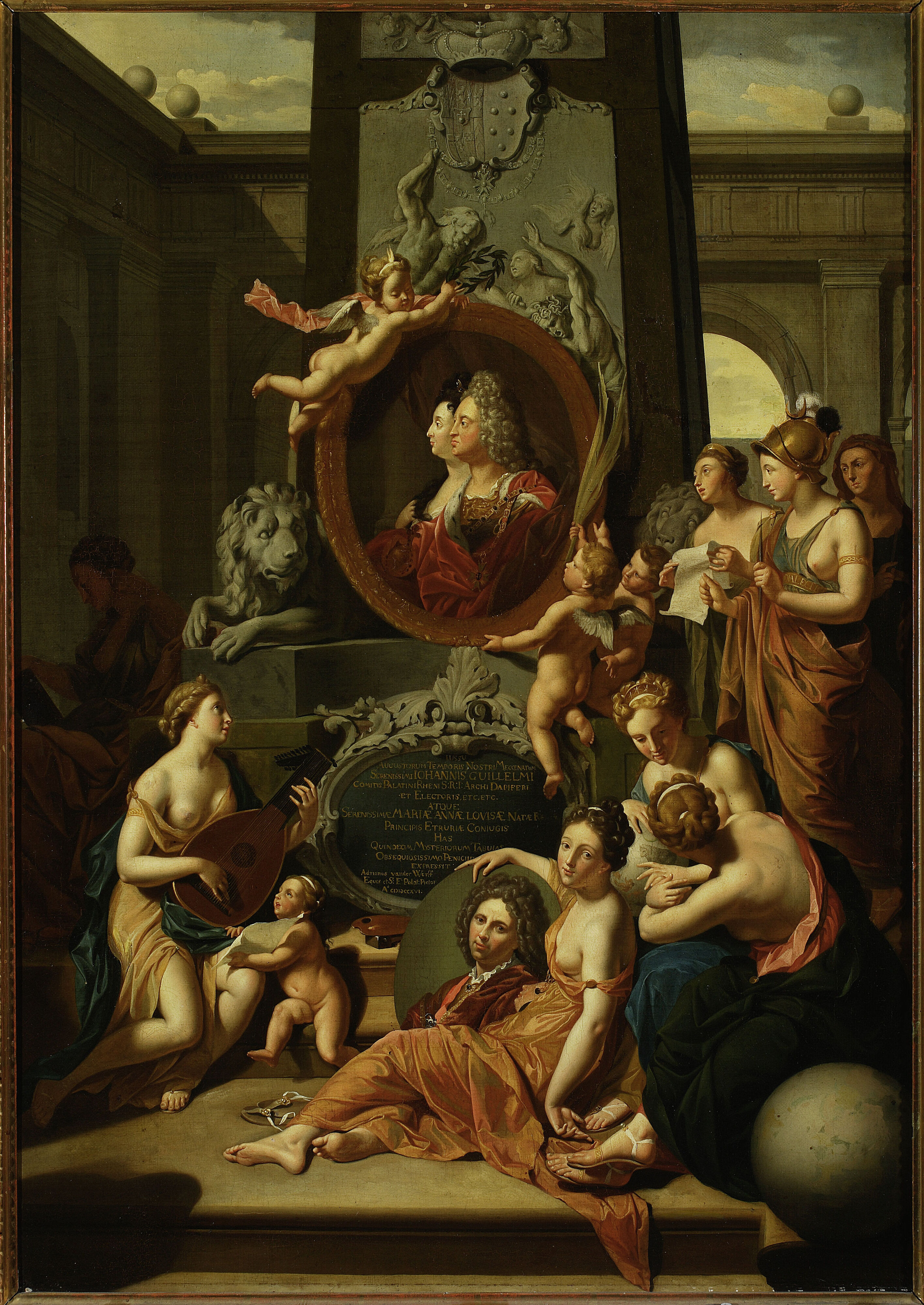
Hommage an die Künste – Allegorie des kurfürstlichen Paares als Schirmherren, im Oval das Doppelporträt des pfälzischen Kurfürsten Johann Wilhelm und seiner Gemahlin Anna Maria Luisa, 1713
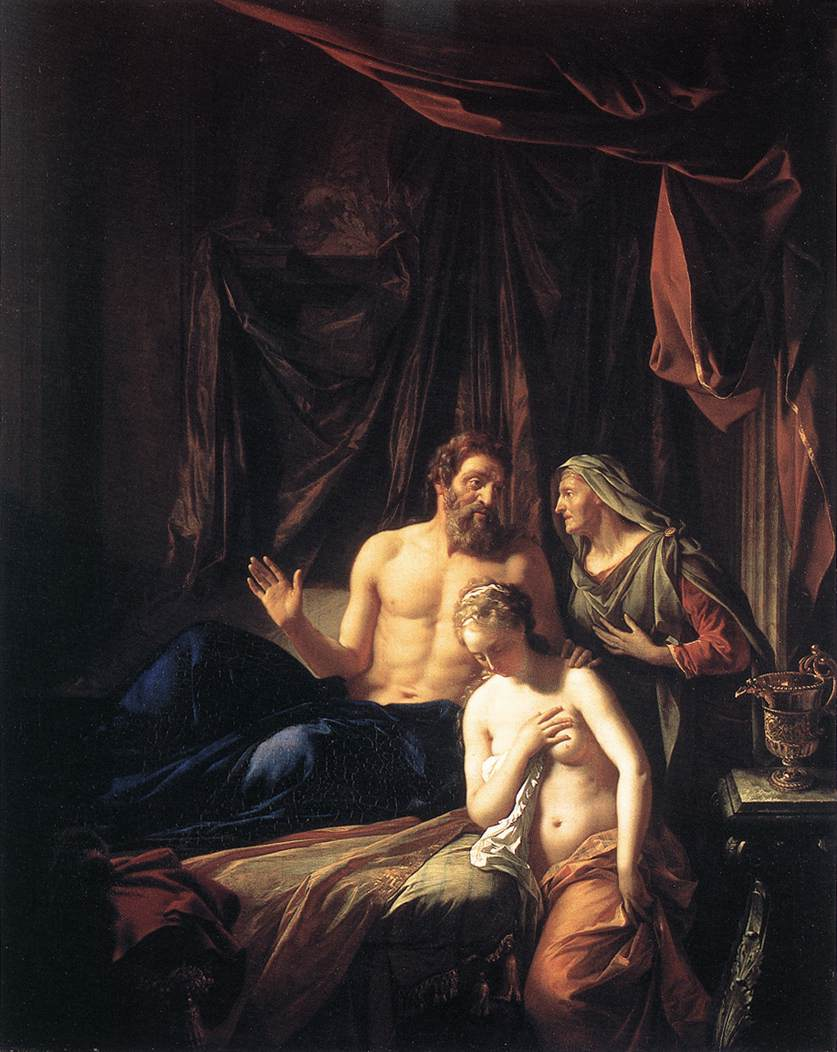
Sara führt Hagar zu Abraham, 1699

Schule des Adriaen van der Werff
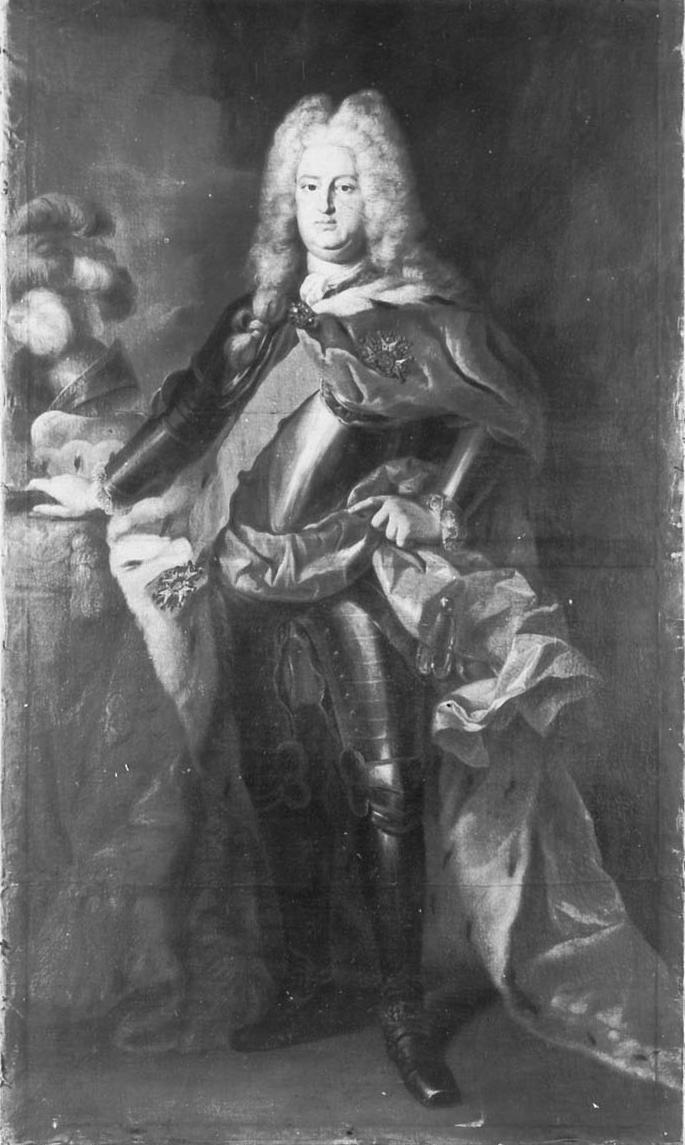
Bildnis des Kurfürsten Johann Wilhelm von der Pfalz, 1740, Ölgemälde, 227 × 132 cm, Nürnberg, Germanisches Nationalmuseum.
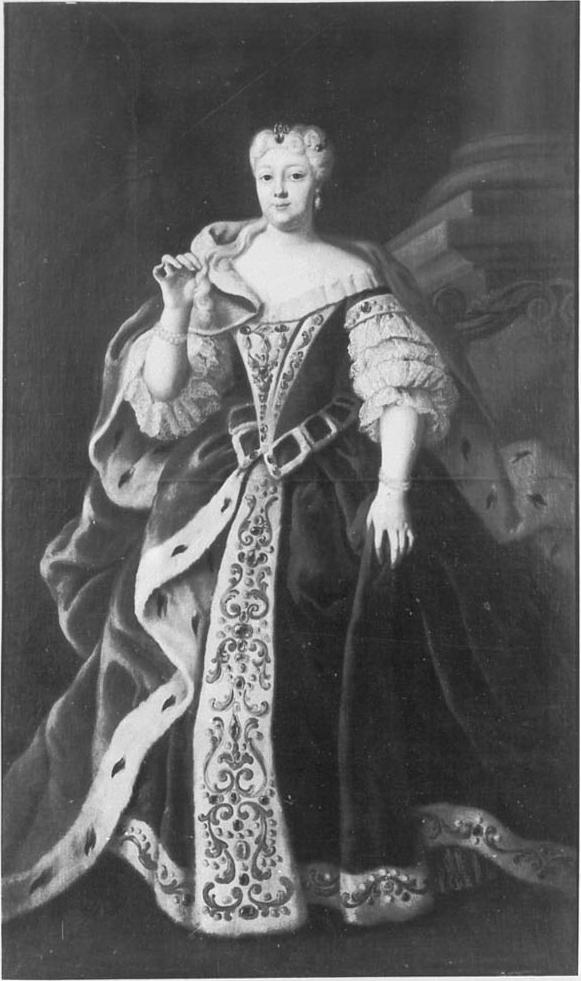
Bildnis der Kurfürstin Anna Maria von der Pfalz, 1740, Ölgemälde, 226 × 134 cm, Nürnberg, Germanisches Nationalmuseum.

Herman van der Mijn
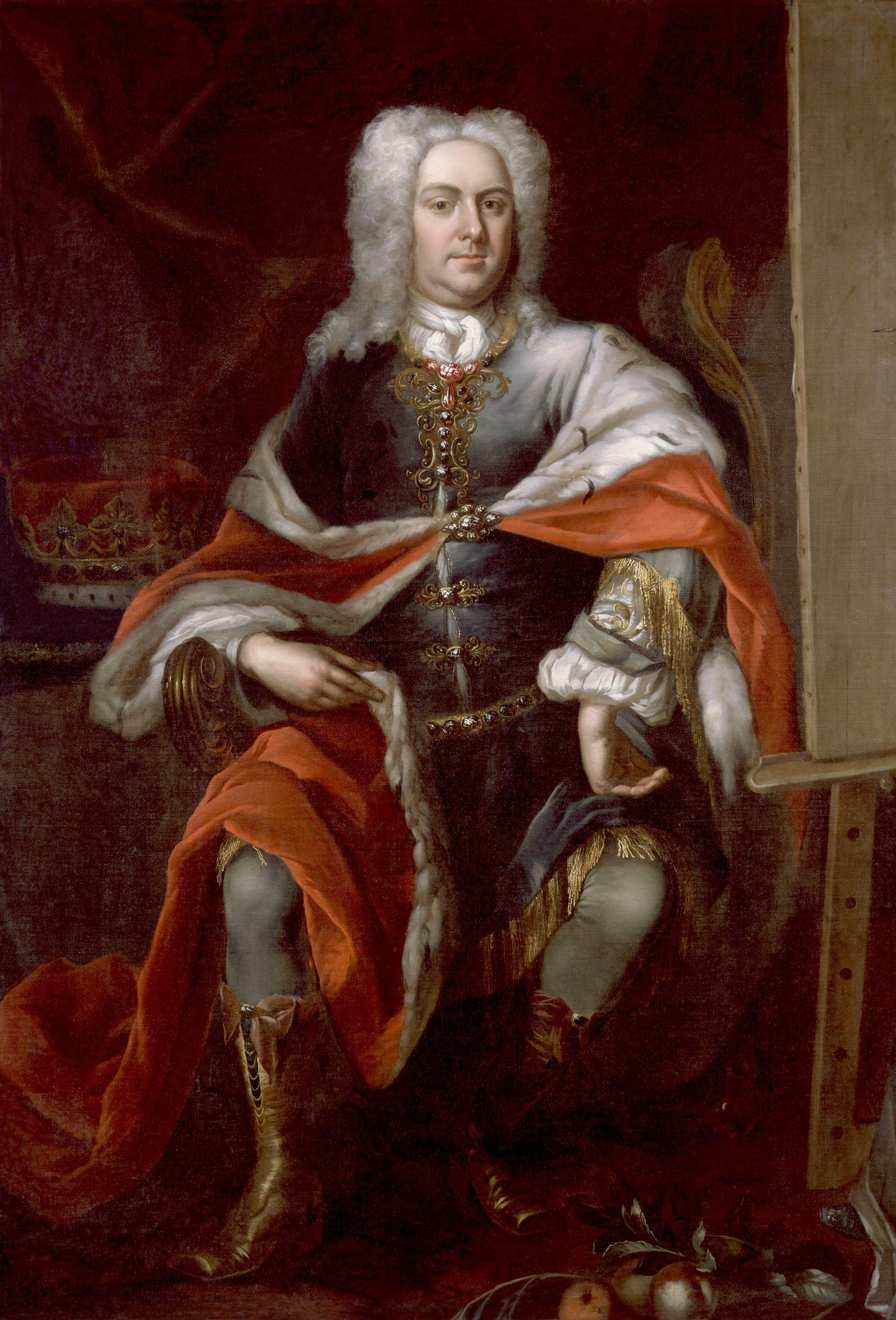
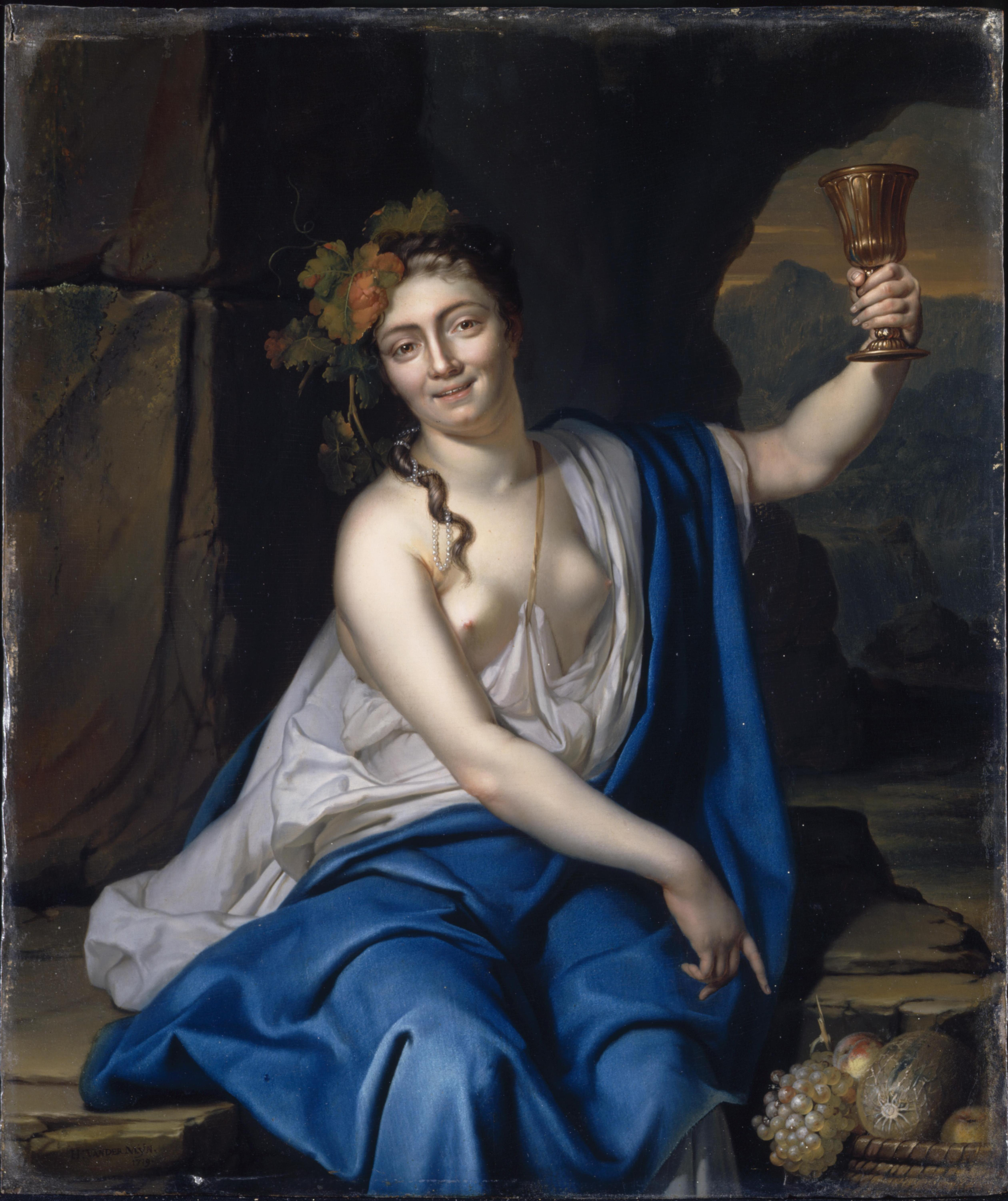

Peter Paul Rubens
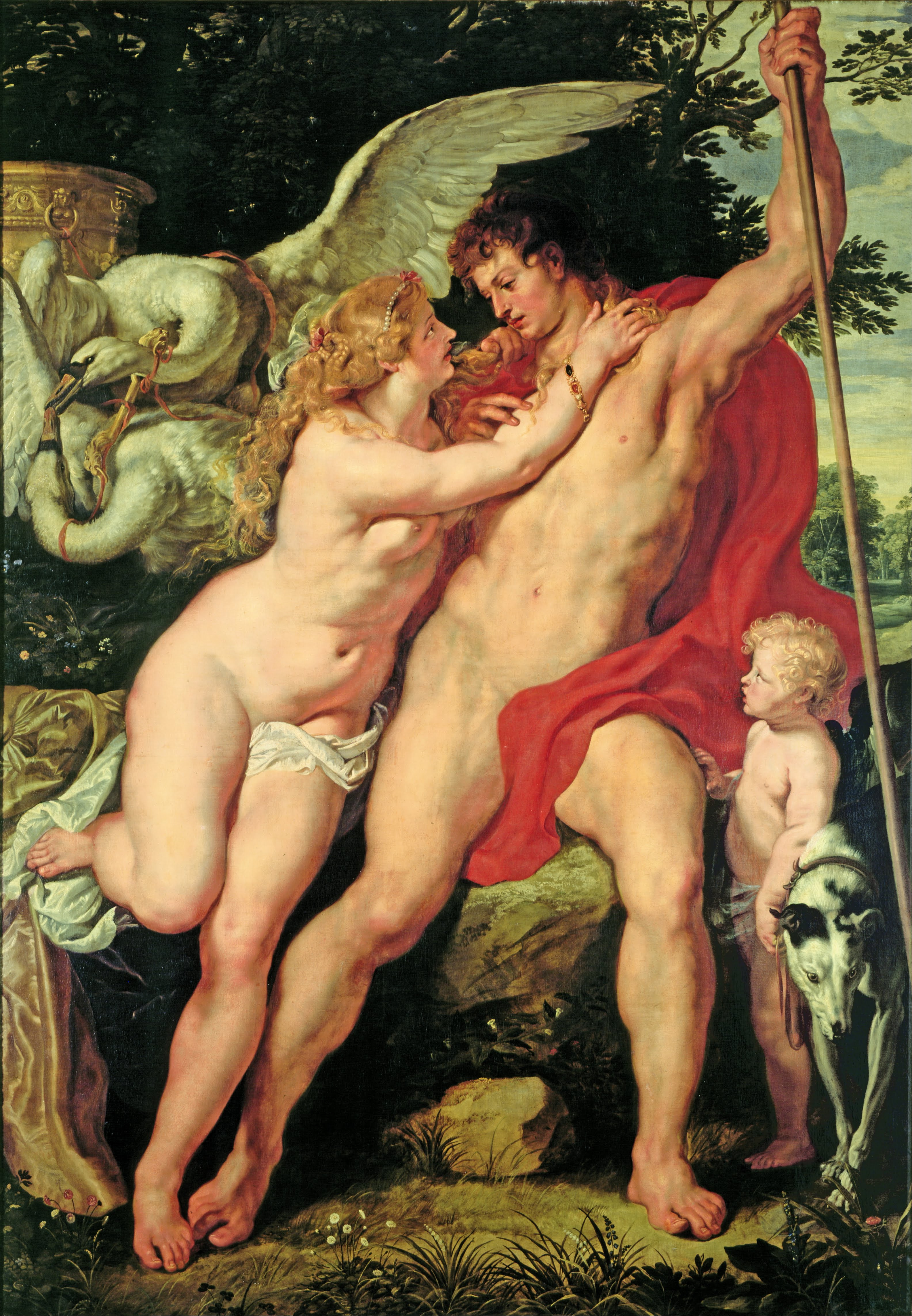
Venus und Adonis
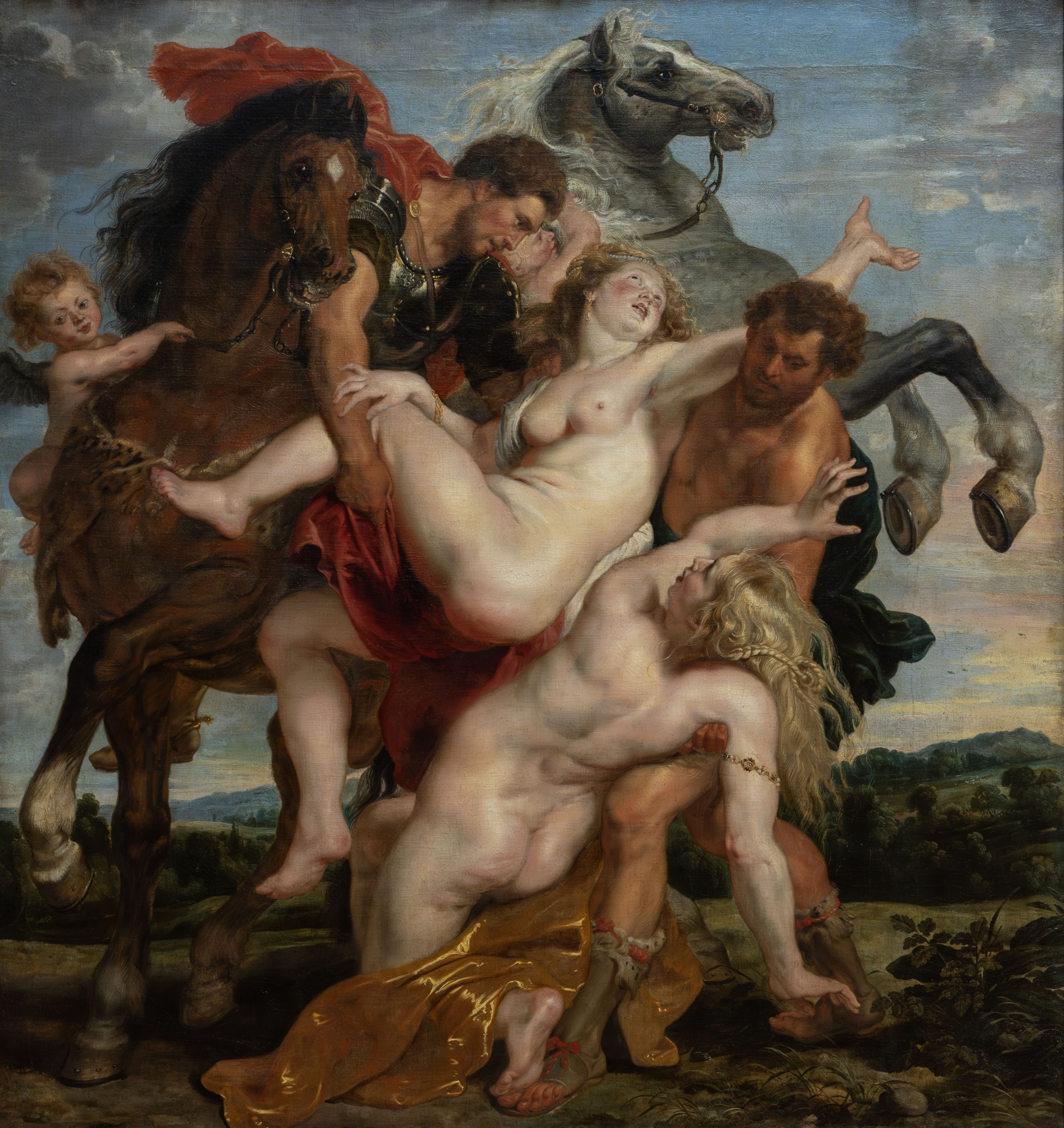
Der Raub der Töchter des Leukippos
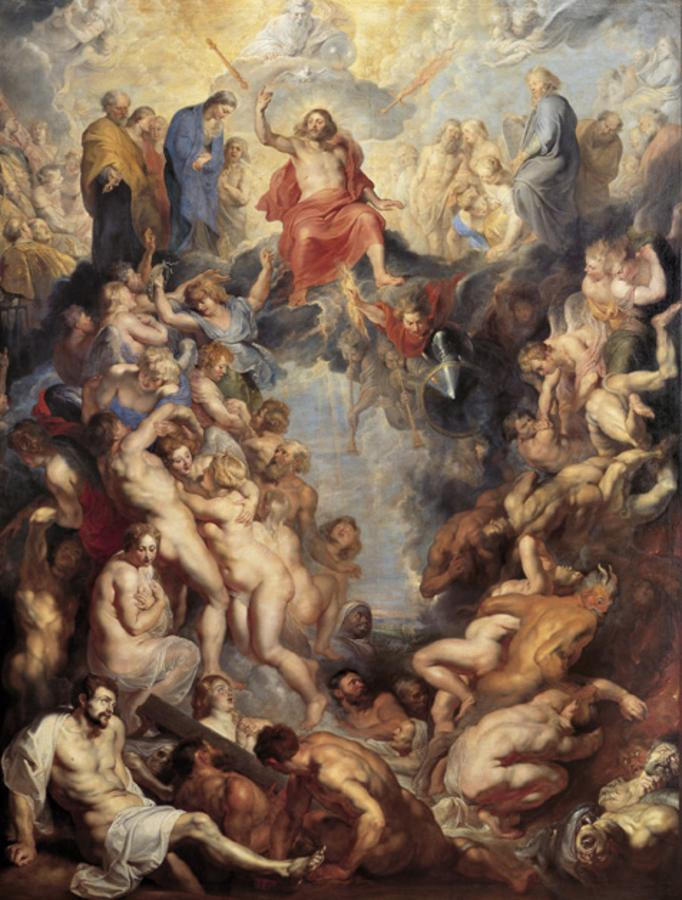
Das Große Jüngste Gericht
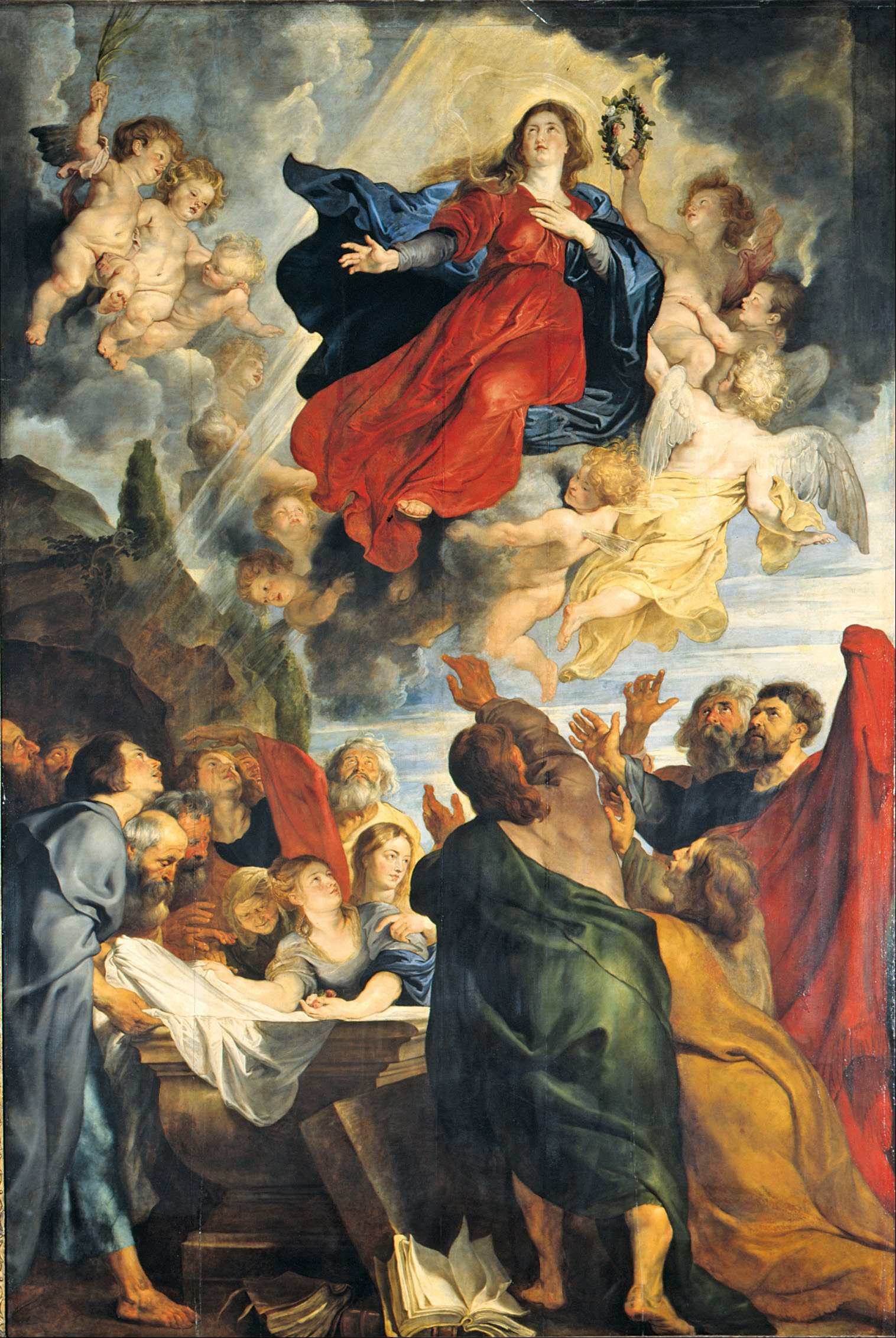
Himmelfahrt Mariae, heute Museum Kunstpalast
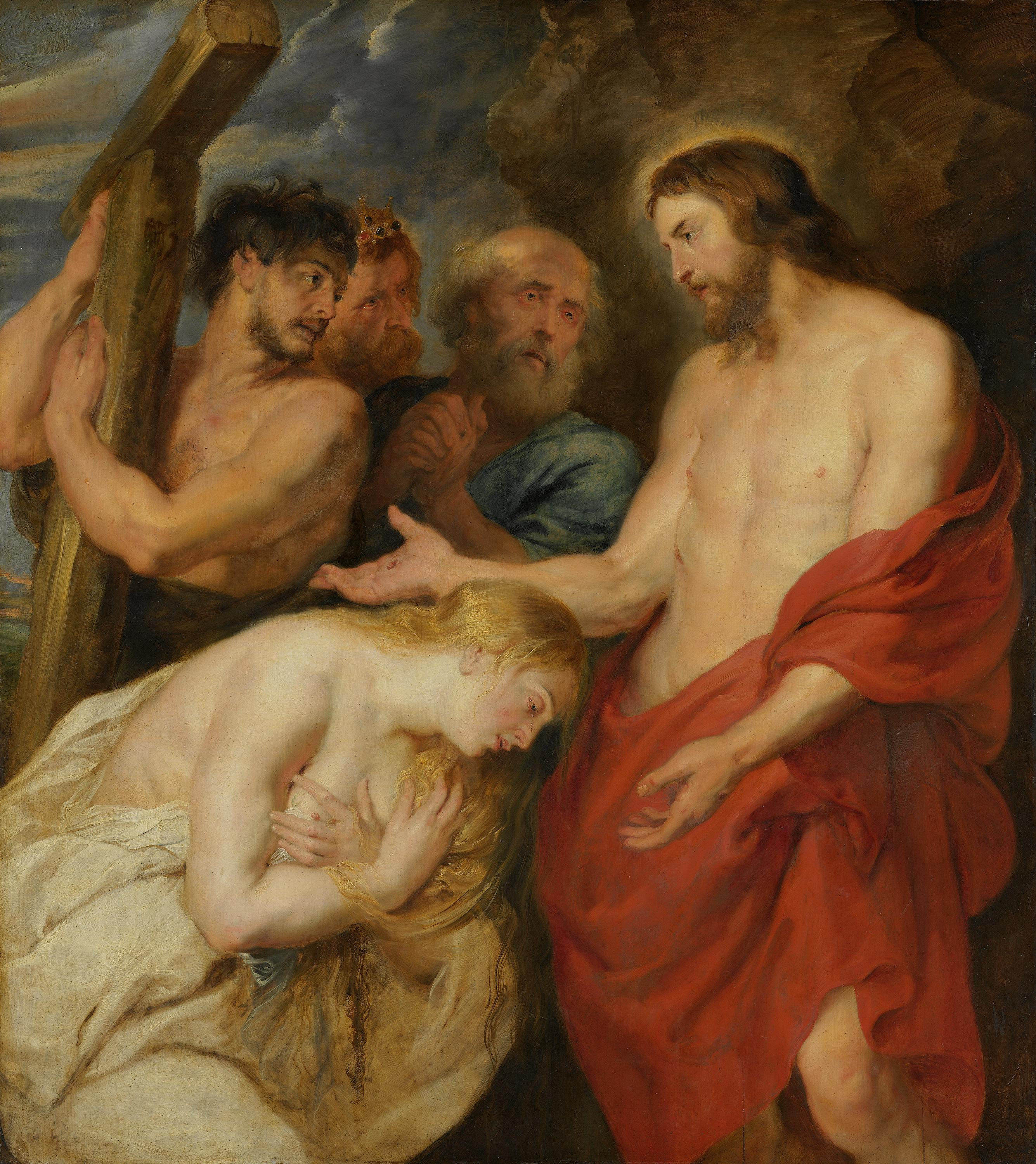
Christus und Maria Magdalena
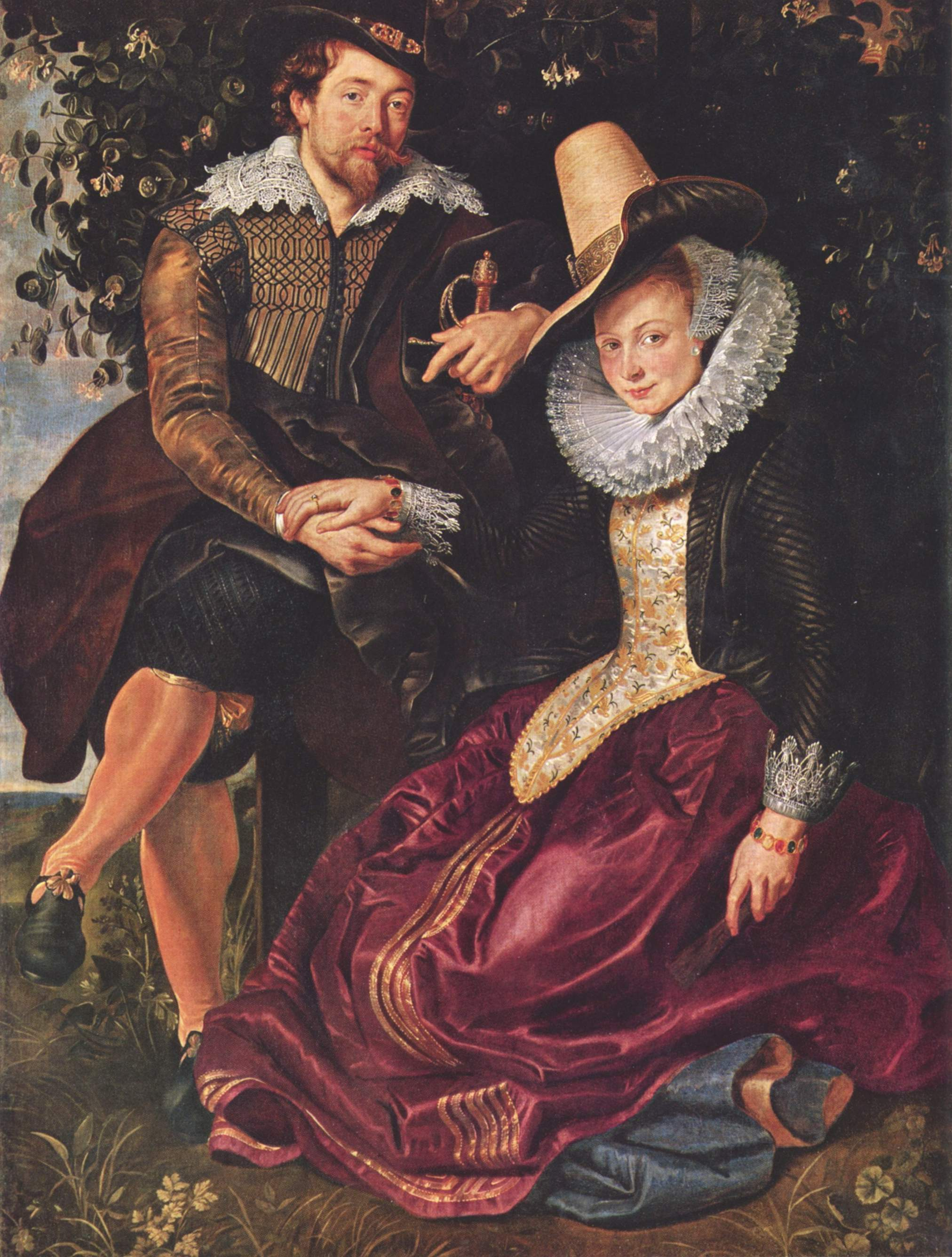
Selbstporträt des Malers mit seiner Frau Isabella Brant in der Geißblattlaube
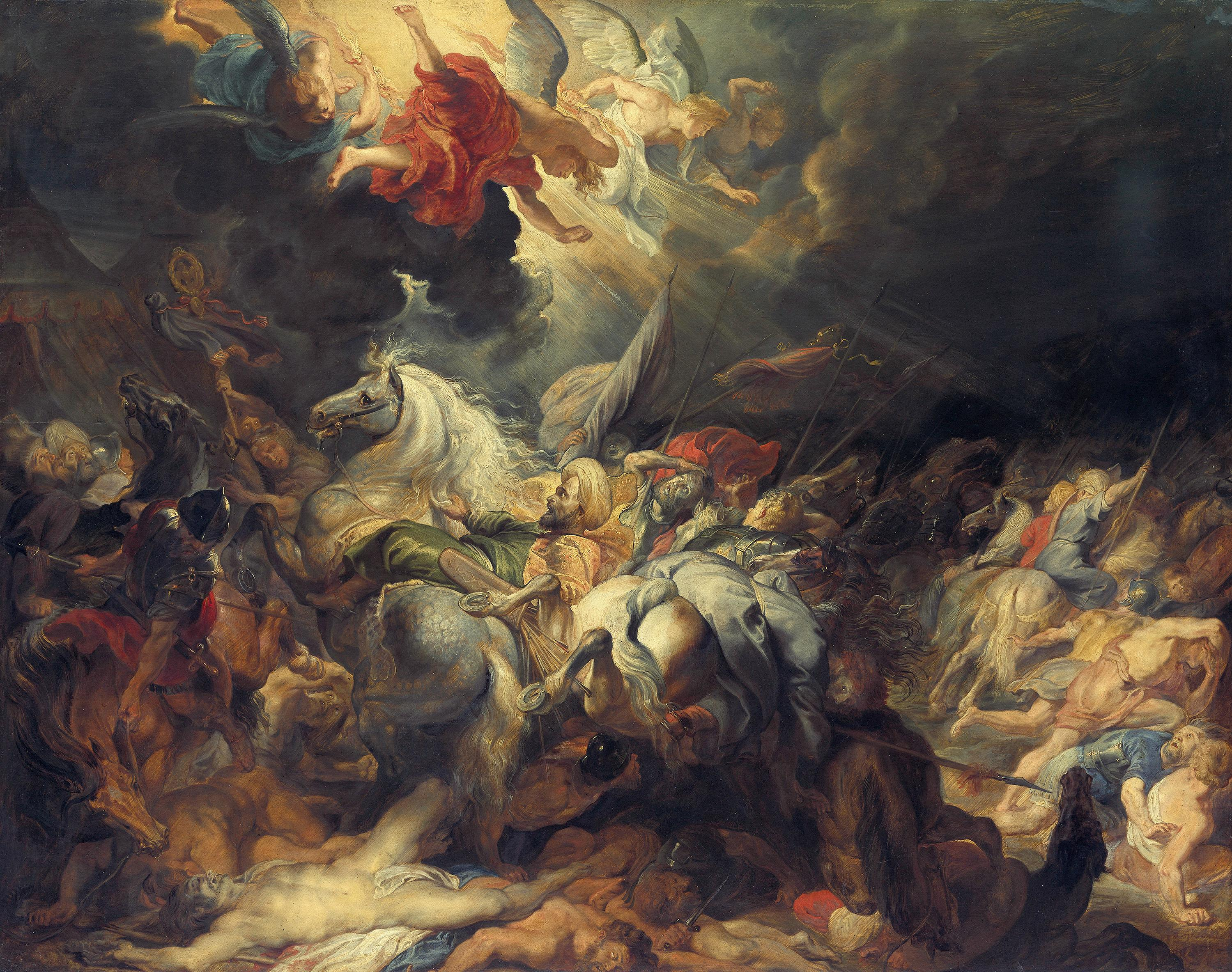
Niederlage Sanheribs
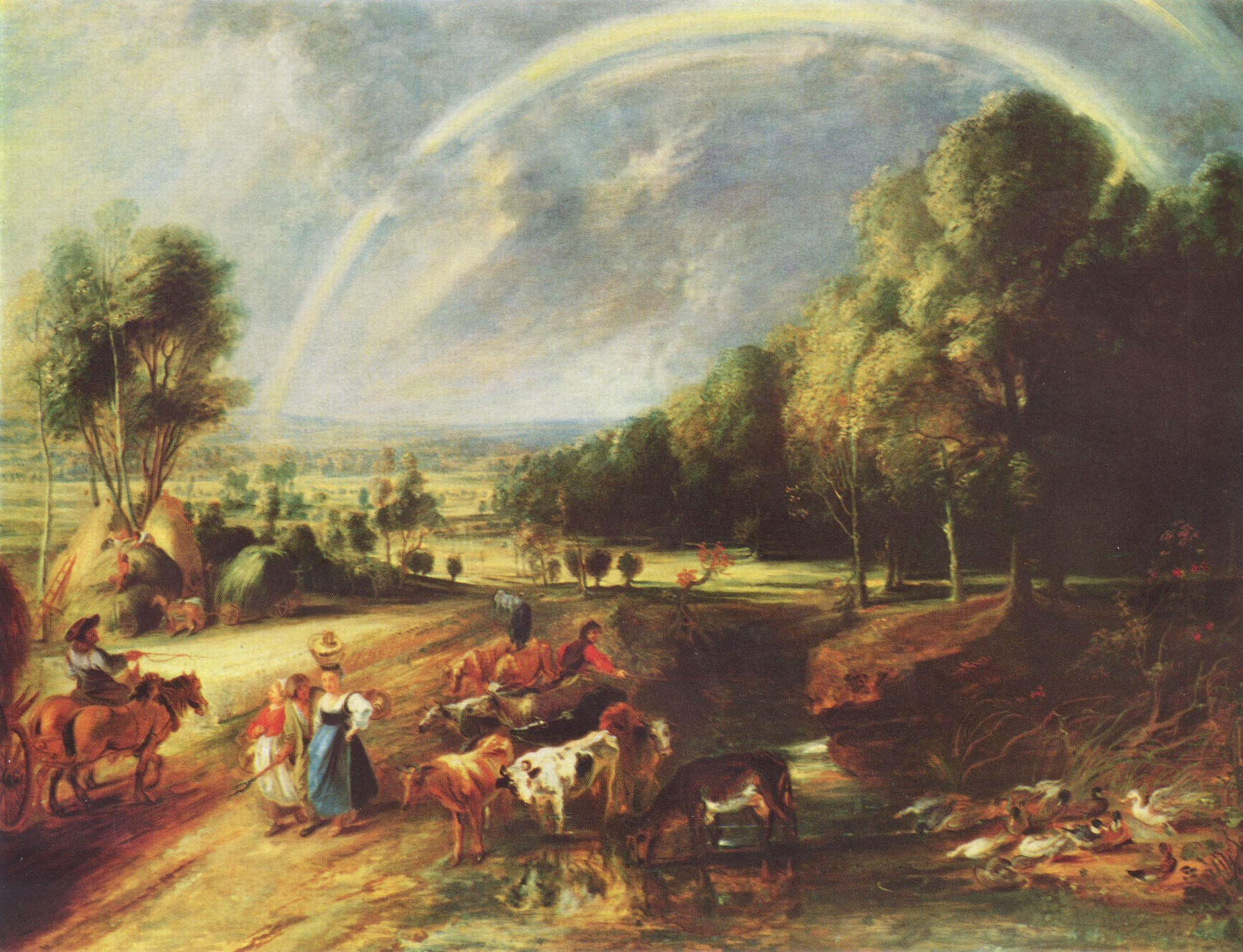
Landschaft mit dem Regenbogen
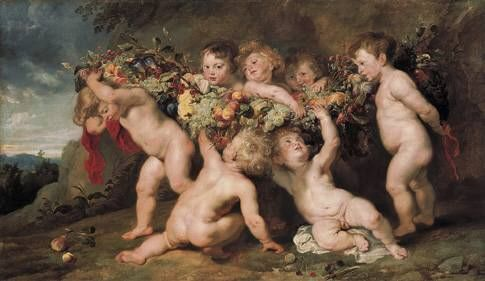
Die Früchtegirlande, 1616/1617 (mit Frans Snyders und Jan Wildens)

Eglon van der Neer
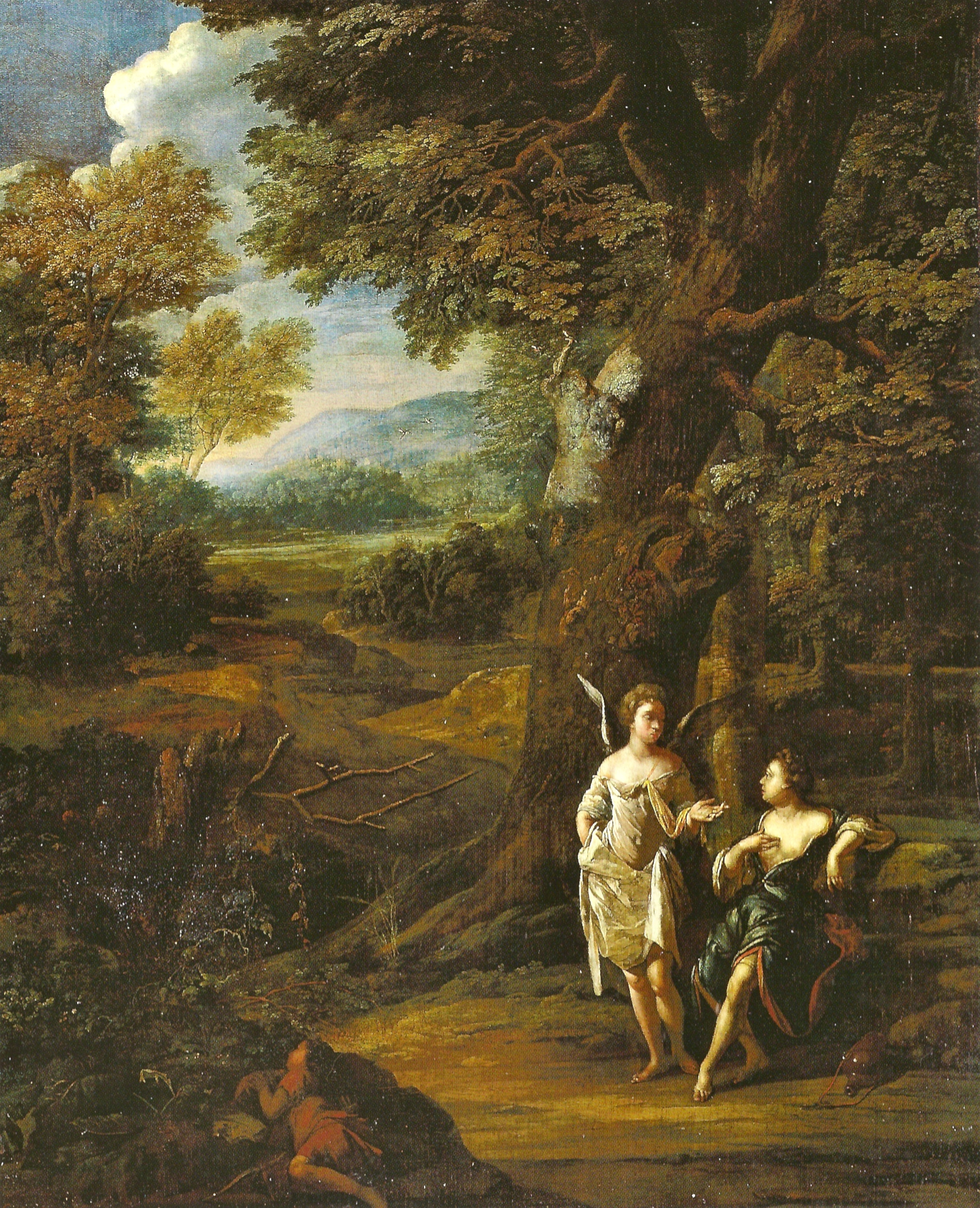
Hagar und Ismael in der Wüste, 1697
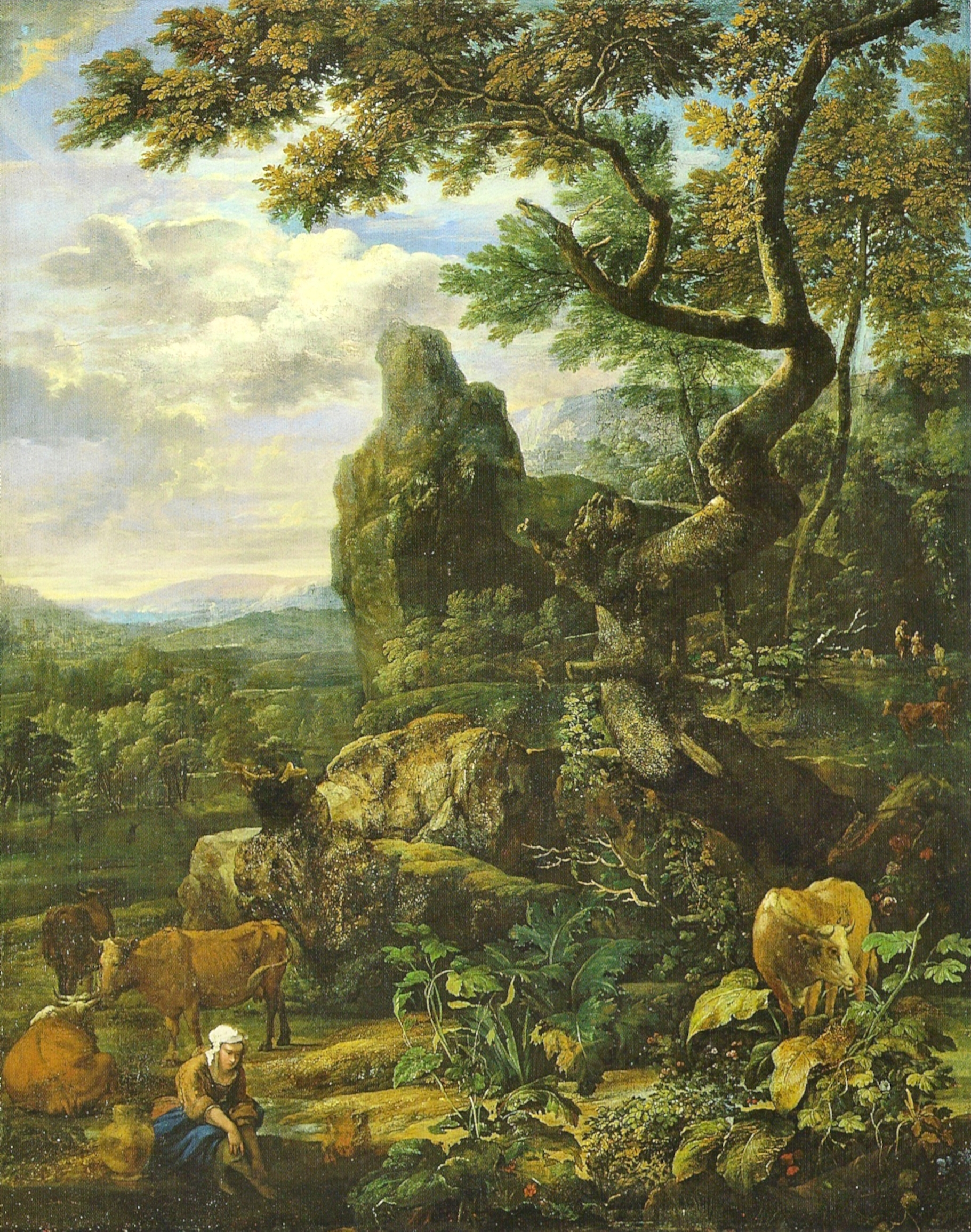
Große Landschaft mit Vieh
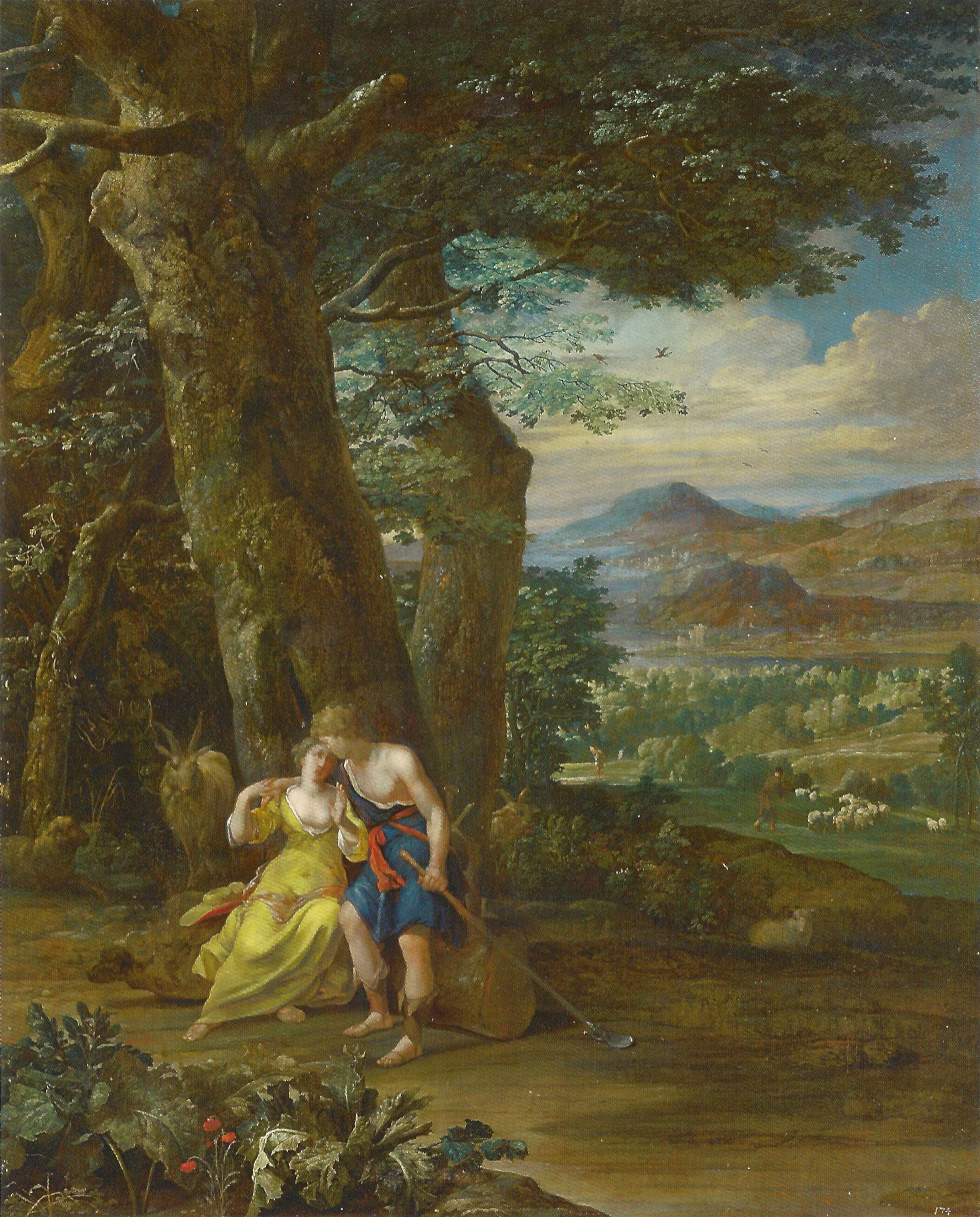
Schäferszene, 1698
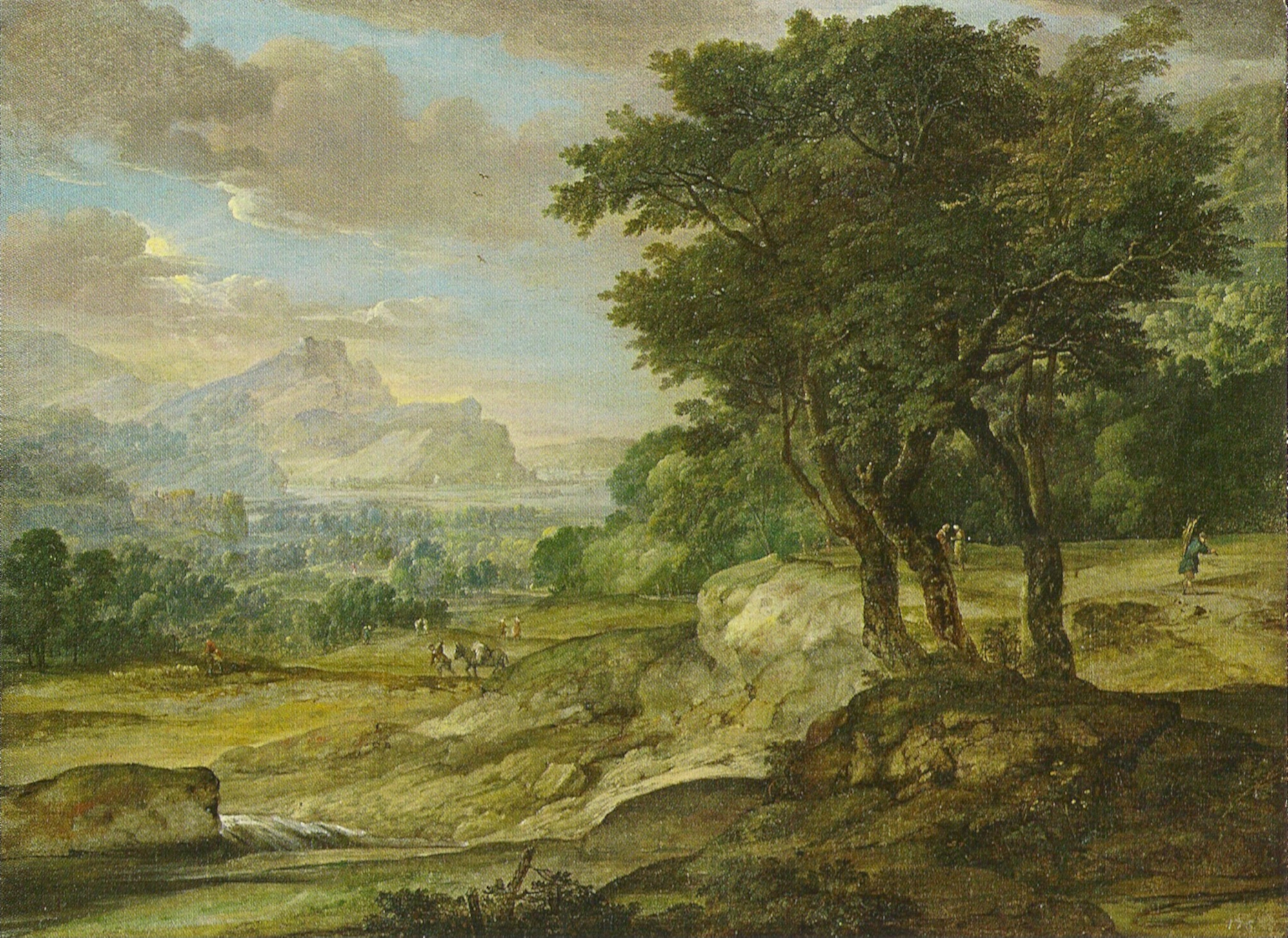
Gebirgslandschaft I, 1698
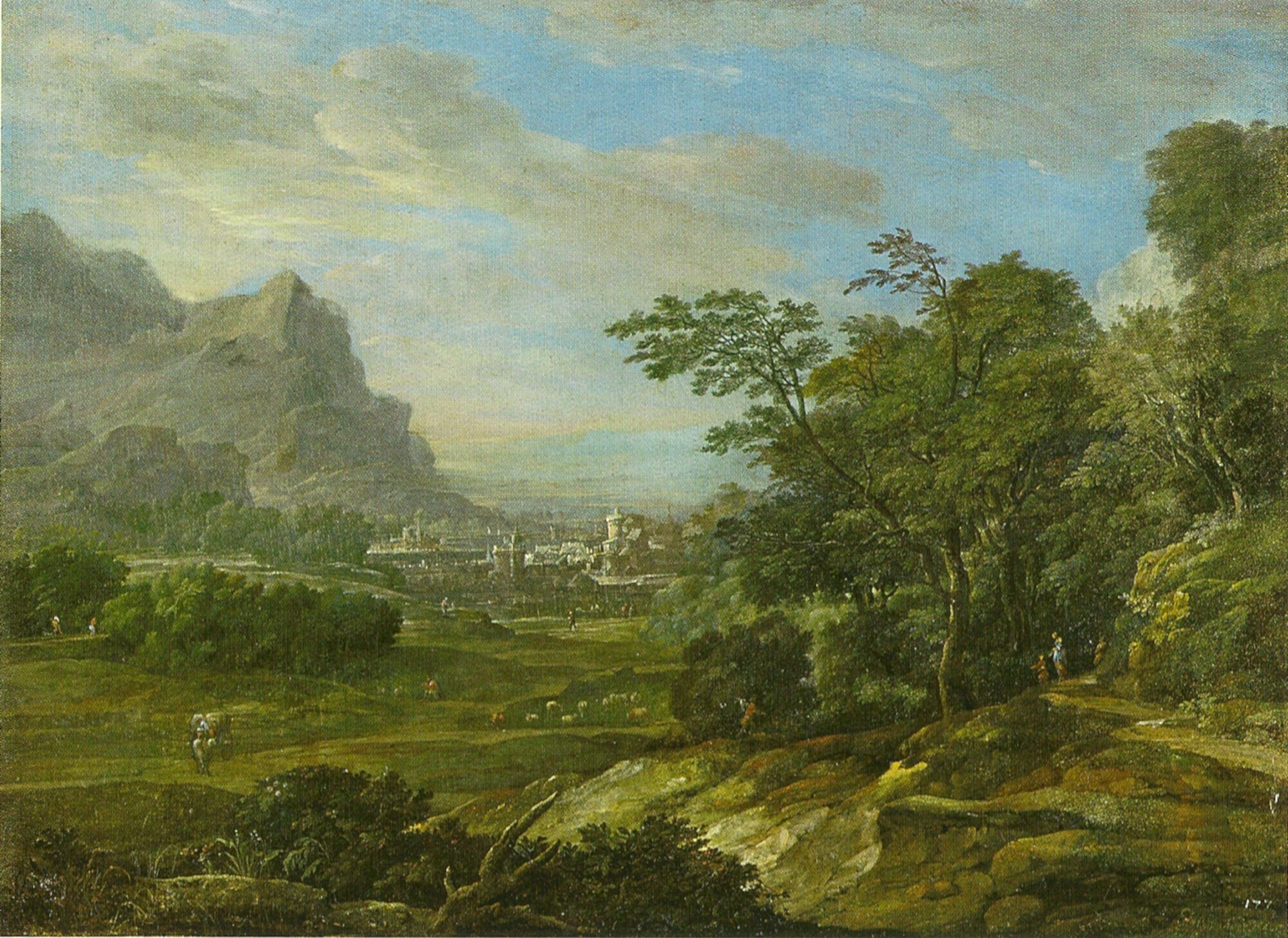
Gebirgslandschaft II, 1698

Andere Maler
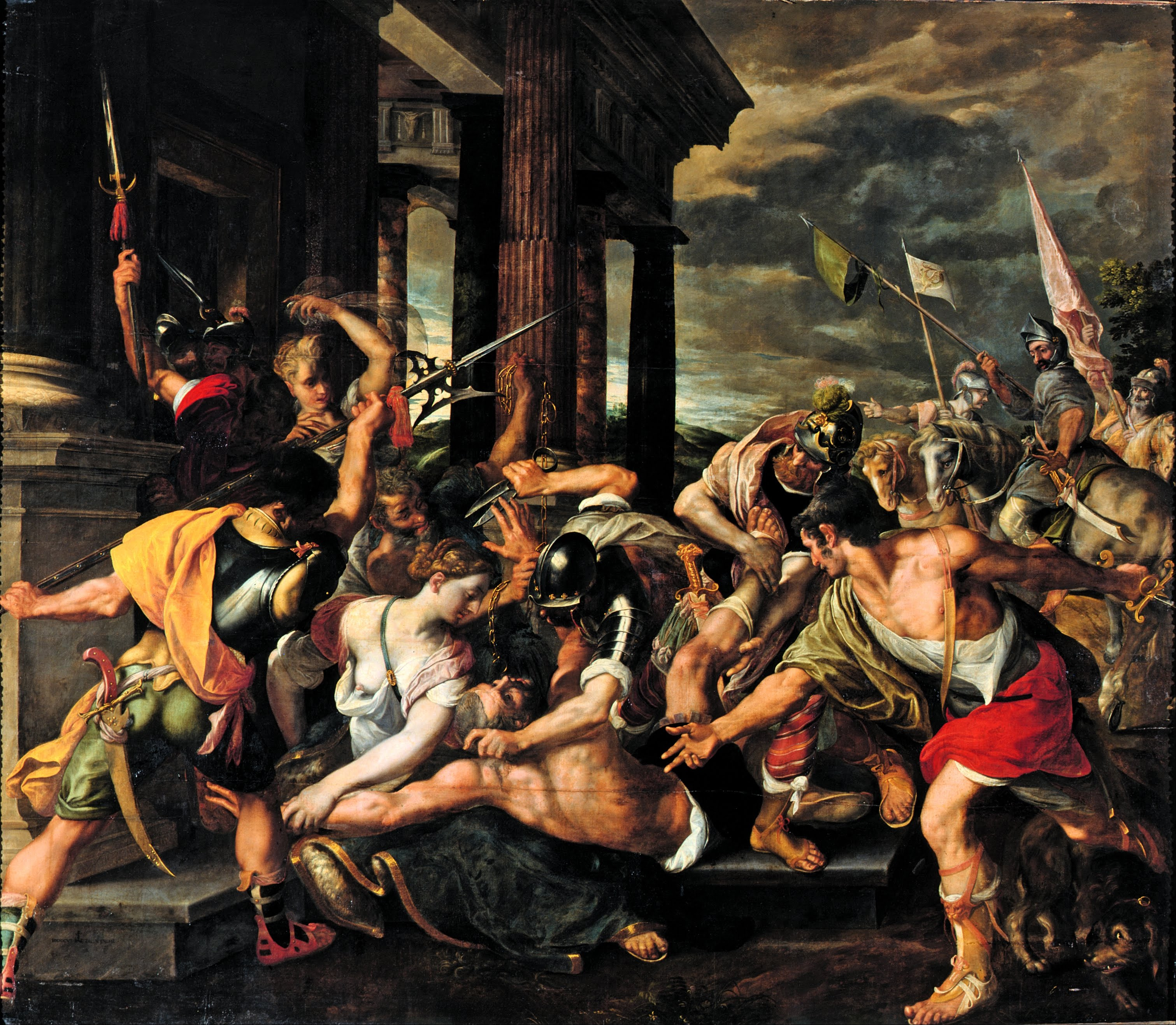
Samson und Delila von Joos van Winghe
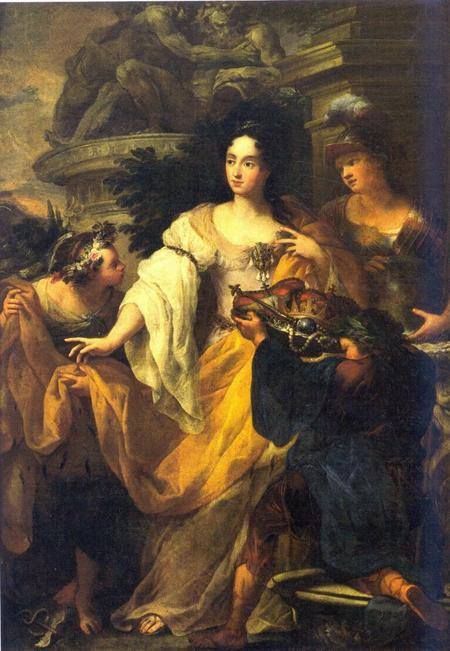
Minerva, Merkur und Plutus huldigen der Kurfürstin Anna Maria Luisa de’ Medici, vermutlich von Antonio Bellucci
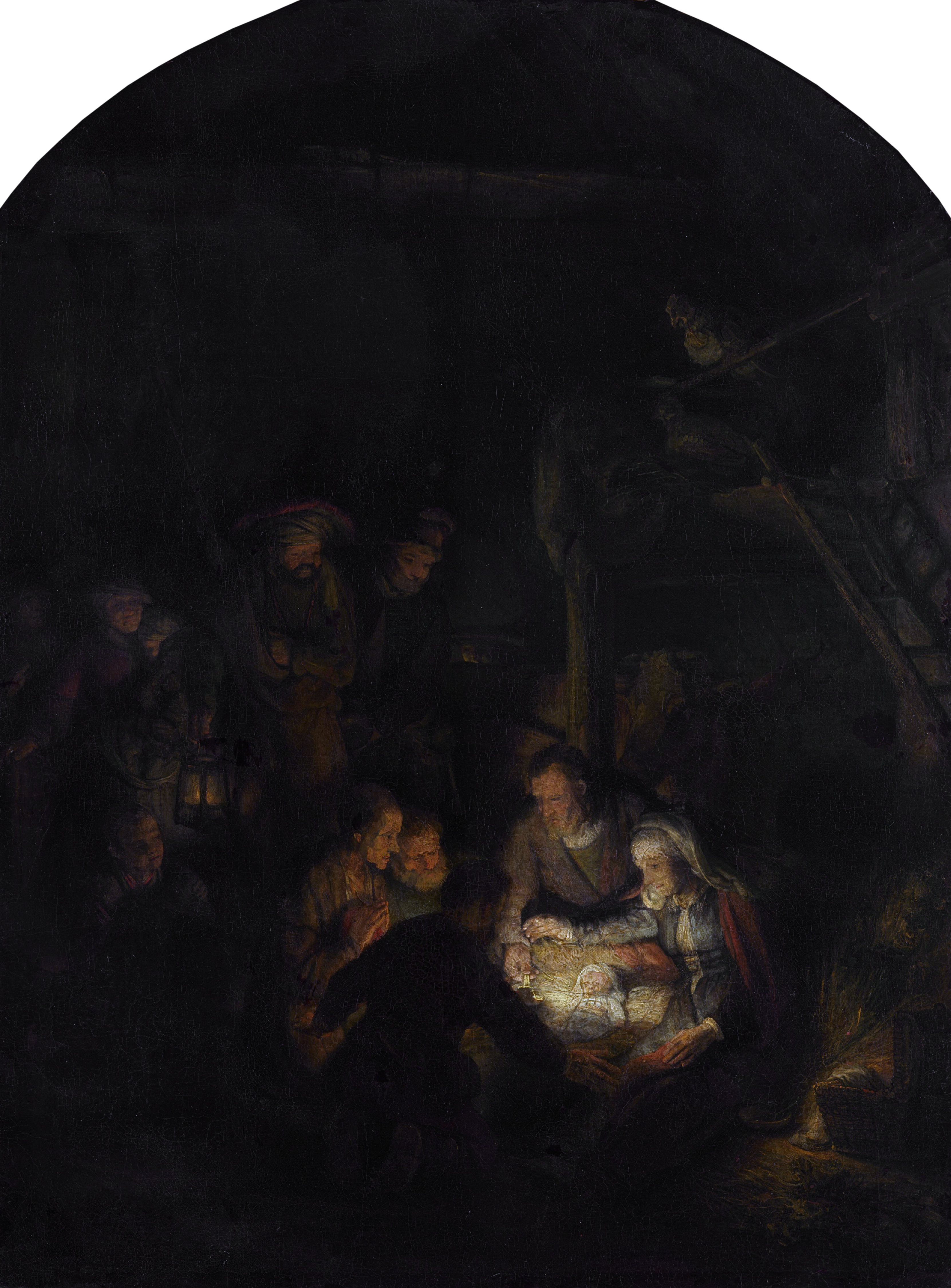
Die Anbetung des Kindes durch die Hirten von Rembrandt van Rijn, 1646
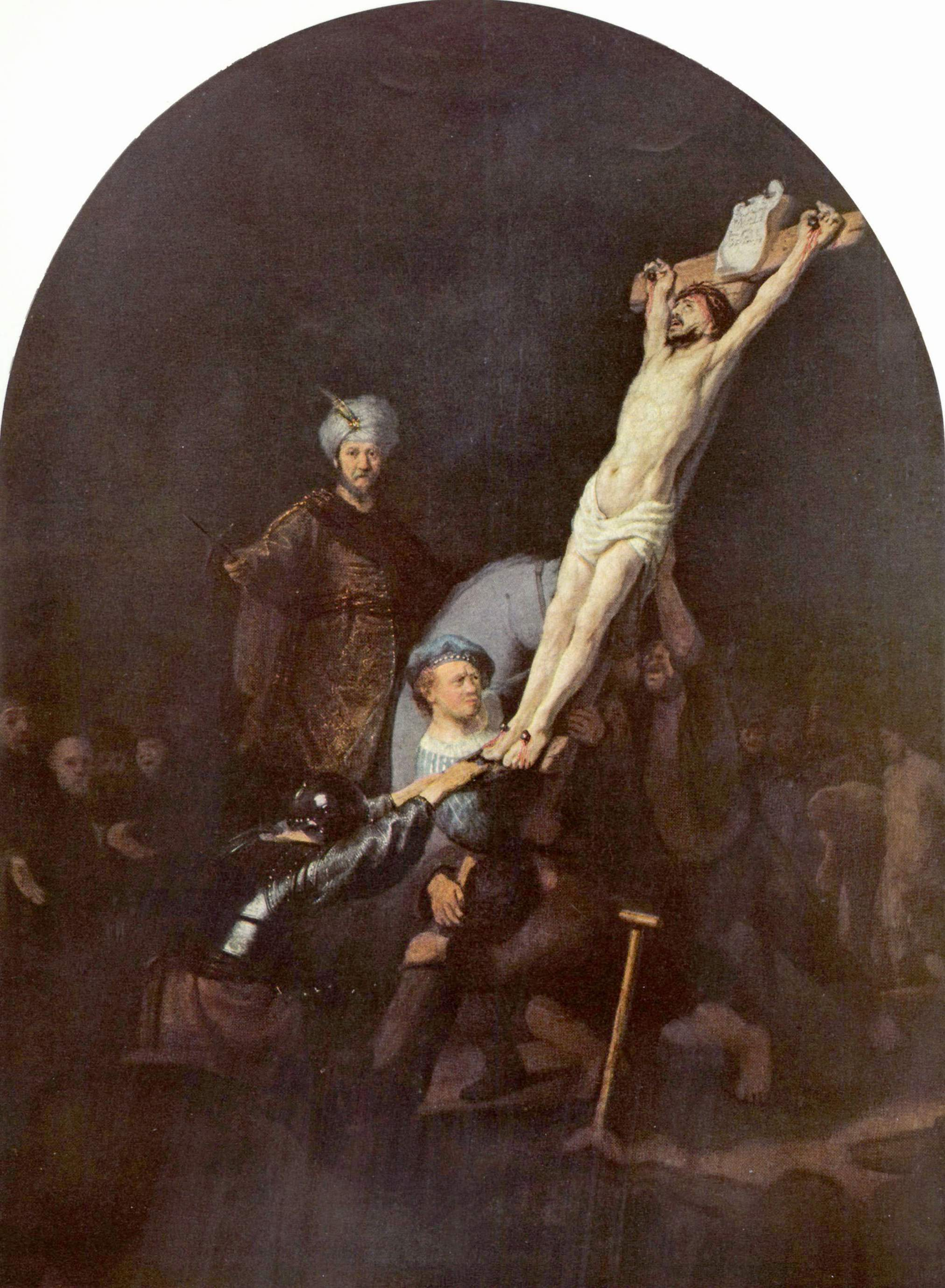
Die Kreuzaufrichtung von Rembrandt van Rijn, 1632–1633
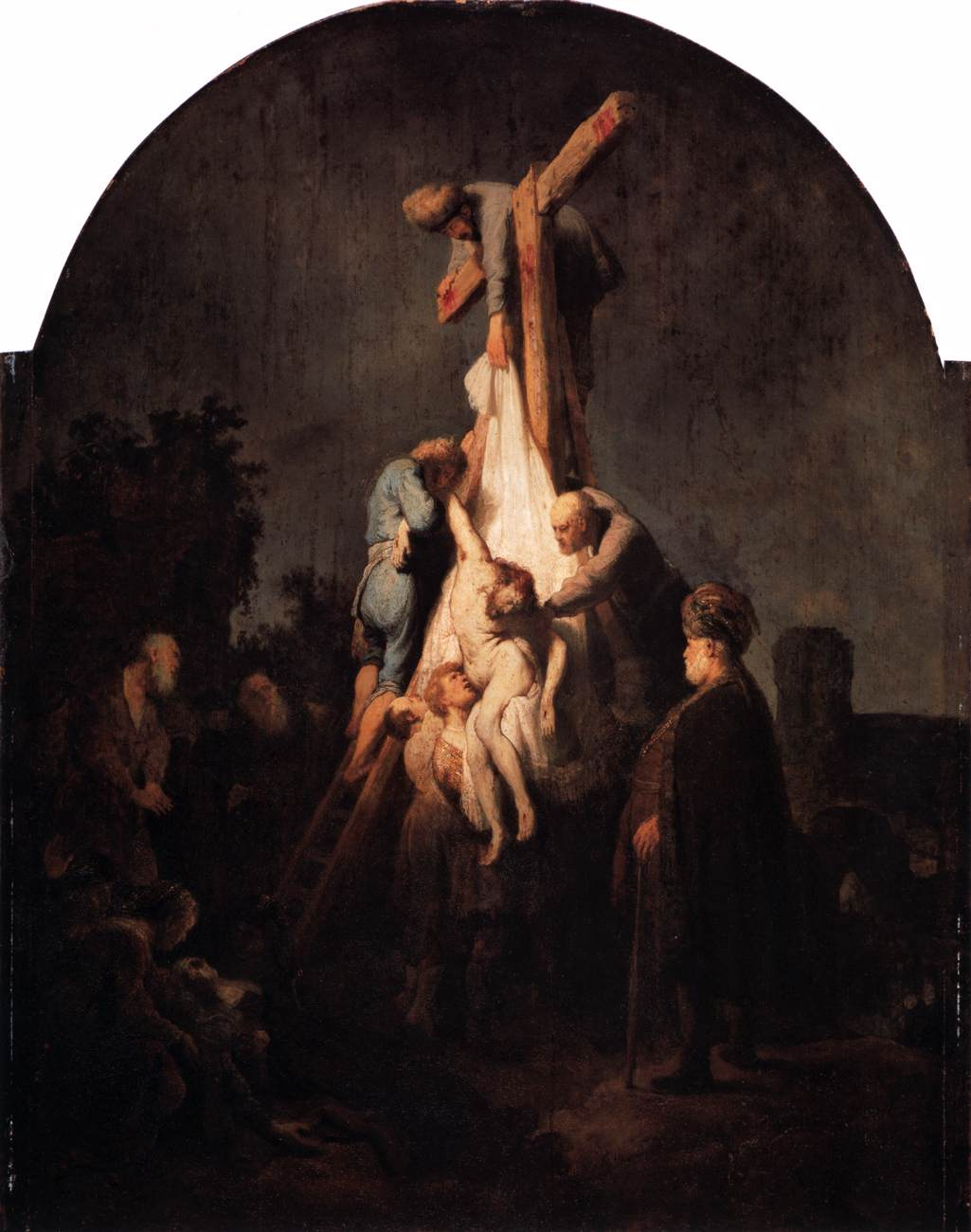
Die Kreuzabnahme von Rembrandt van Rijn, 1632–1633
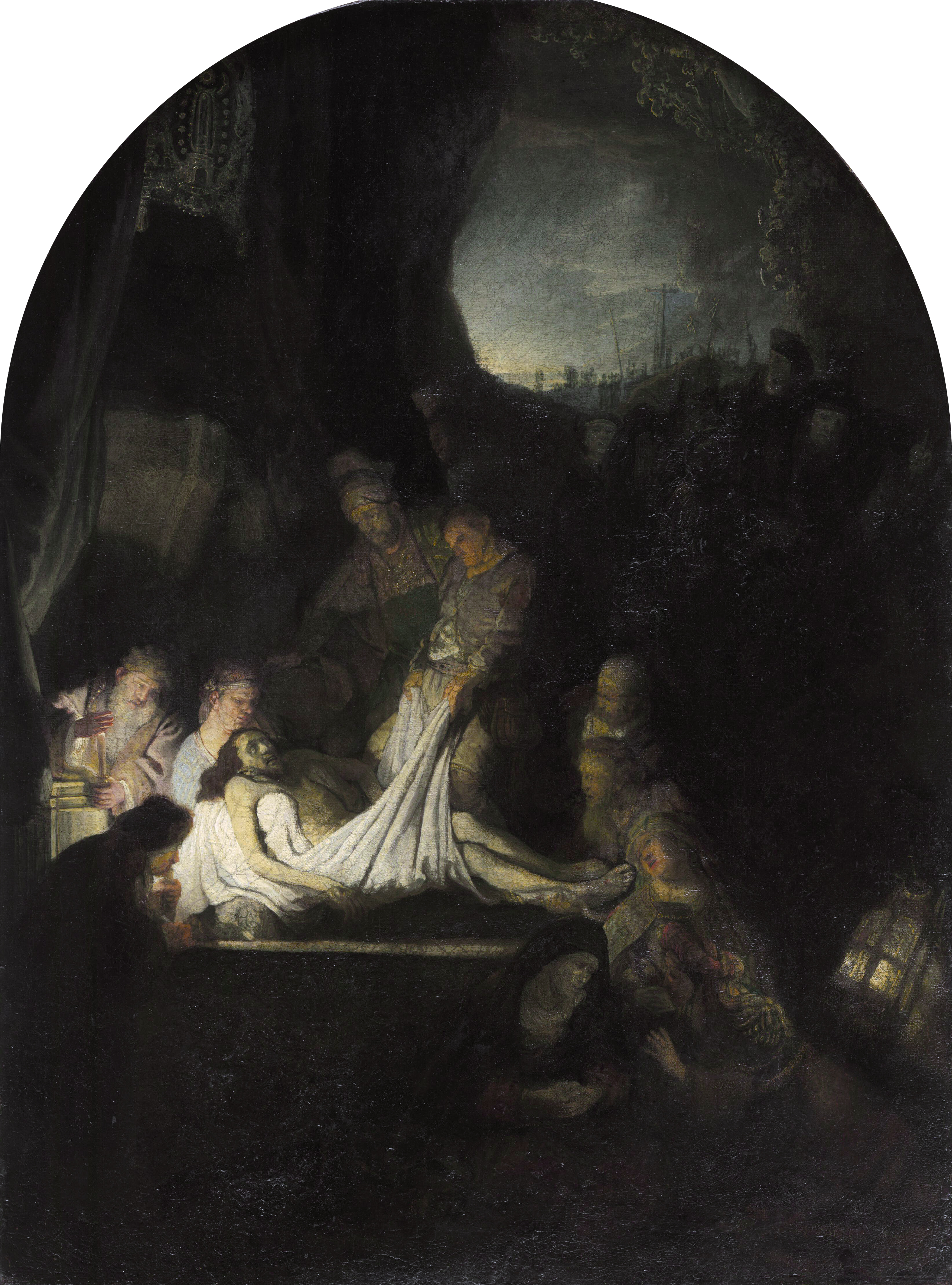
Die Grablegung von Rembrandt van Rijn, 1635–1639
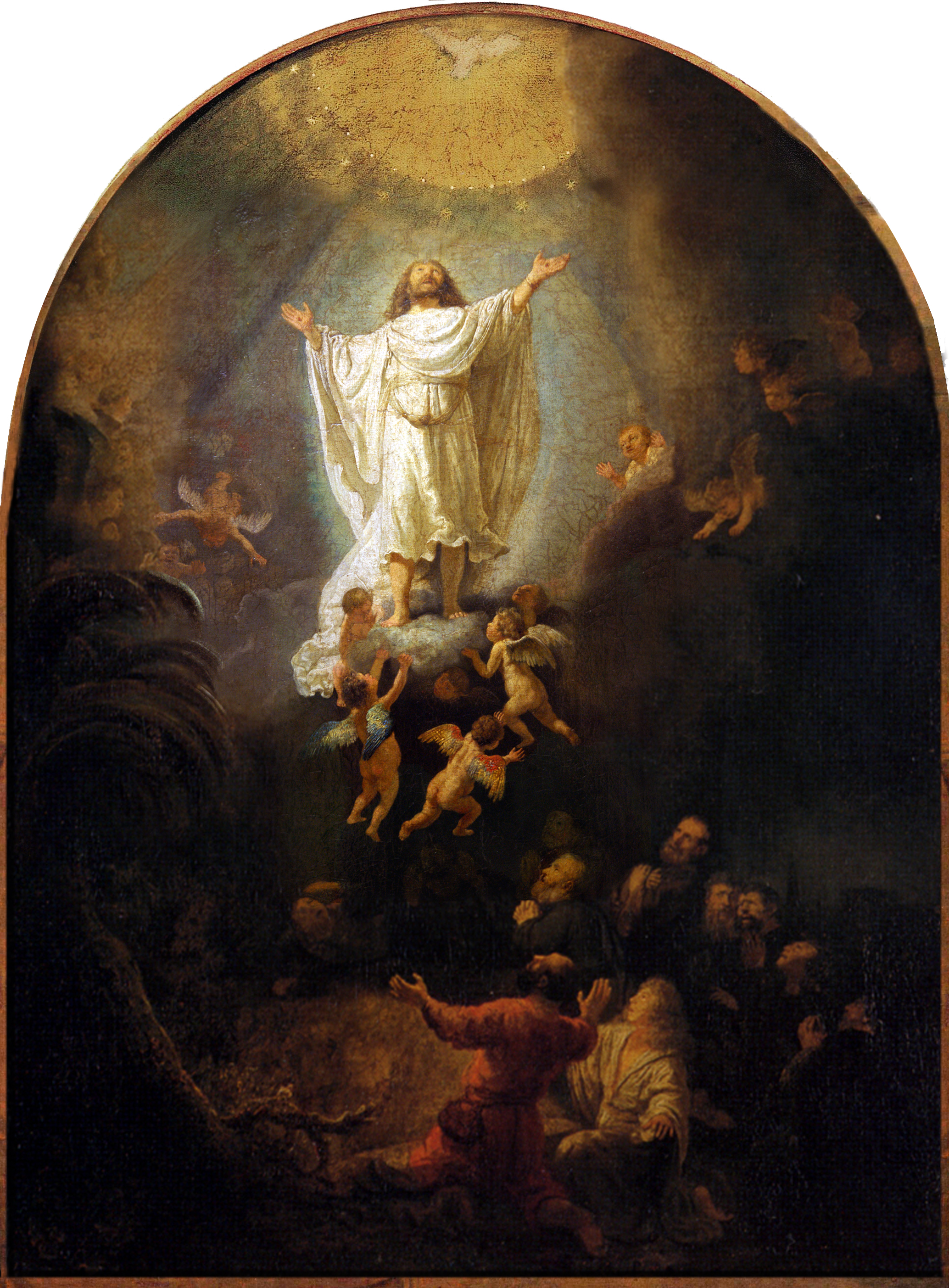
Die Himmelfahrt von Rembrandt van Rijn, 1636
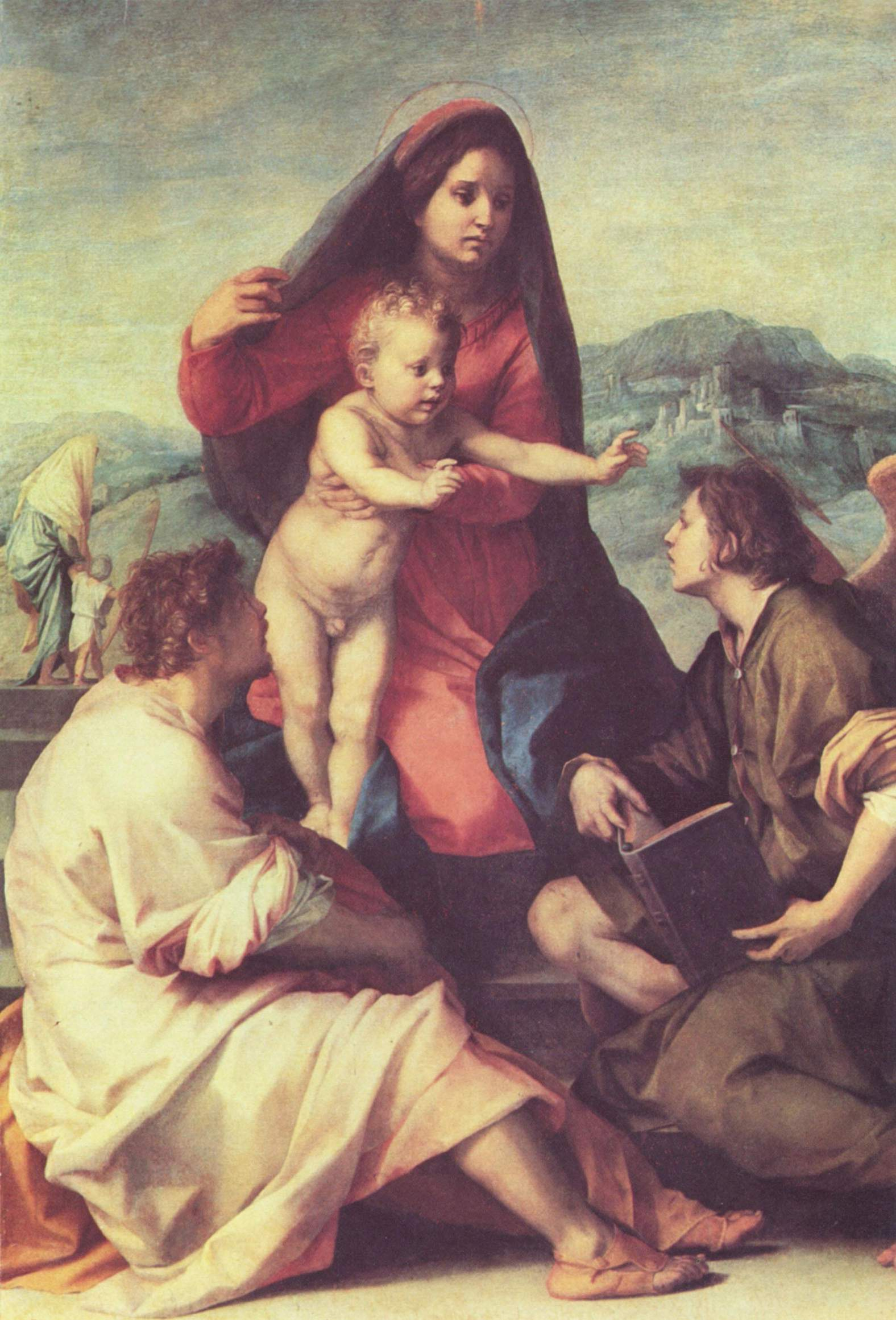
Madonna mit stehendem Christuskind, Heiligem Markus und Engel von Andrea del Sarto, zwischen 1520 und 1530
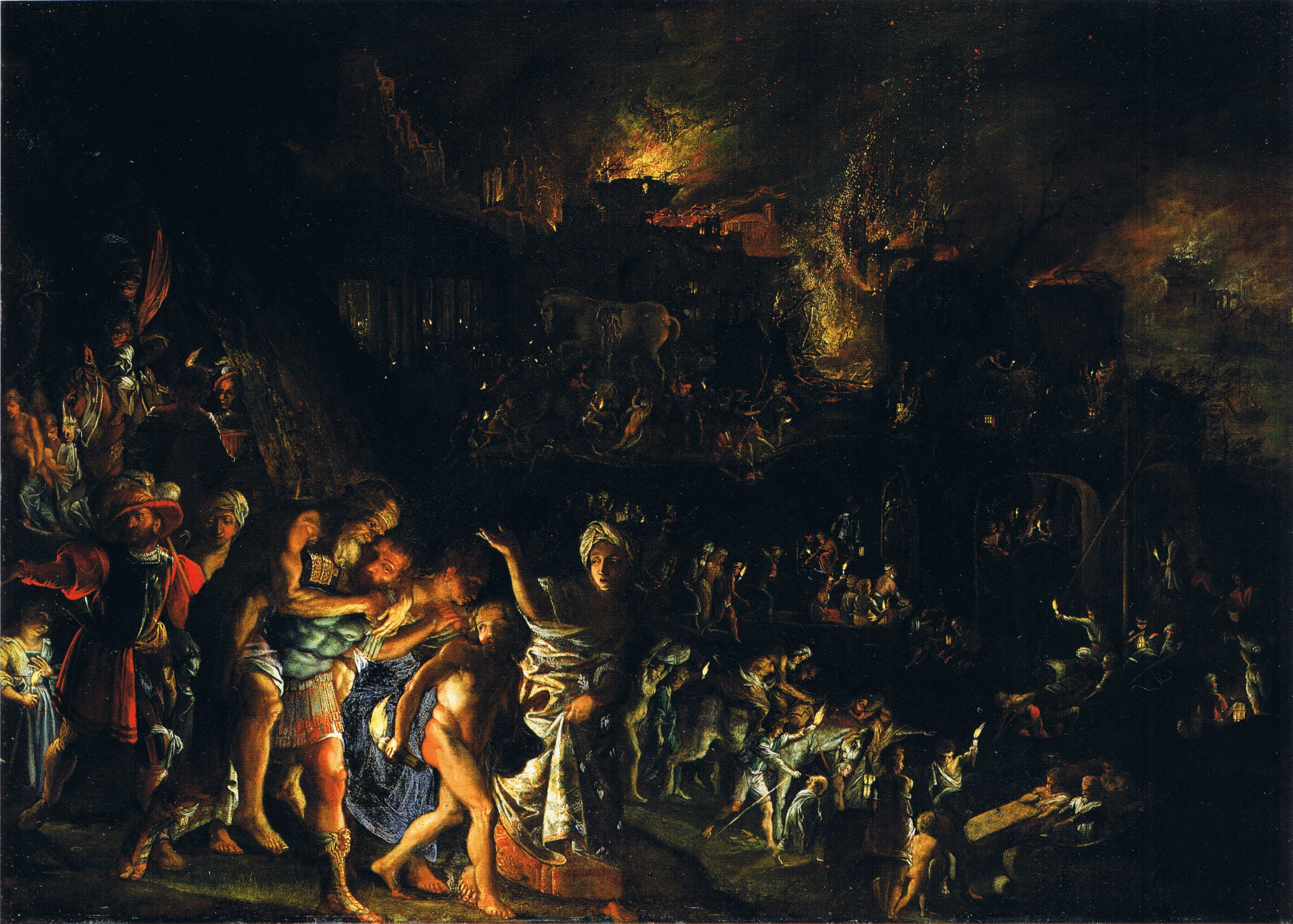
Der Brand von Troja von Adam Elsheimer, 1600 oder 1601
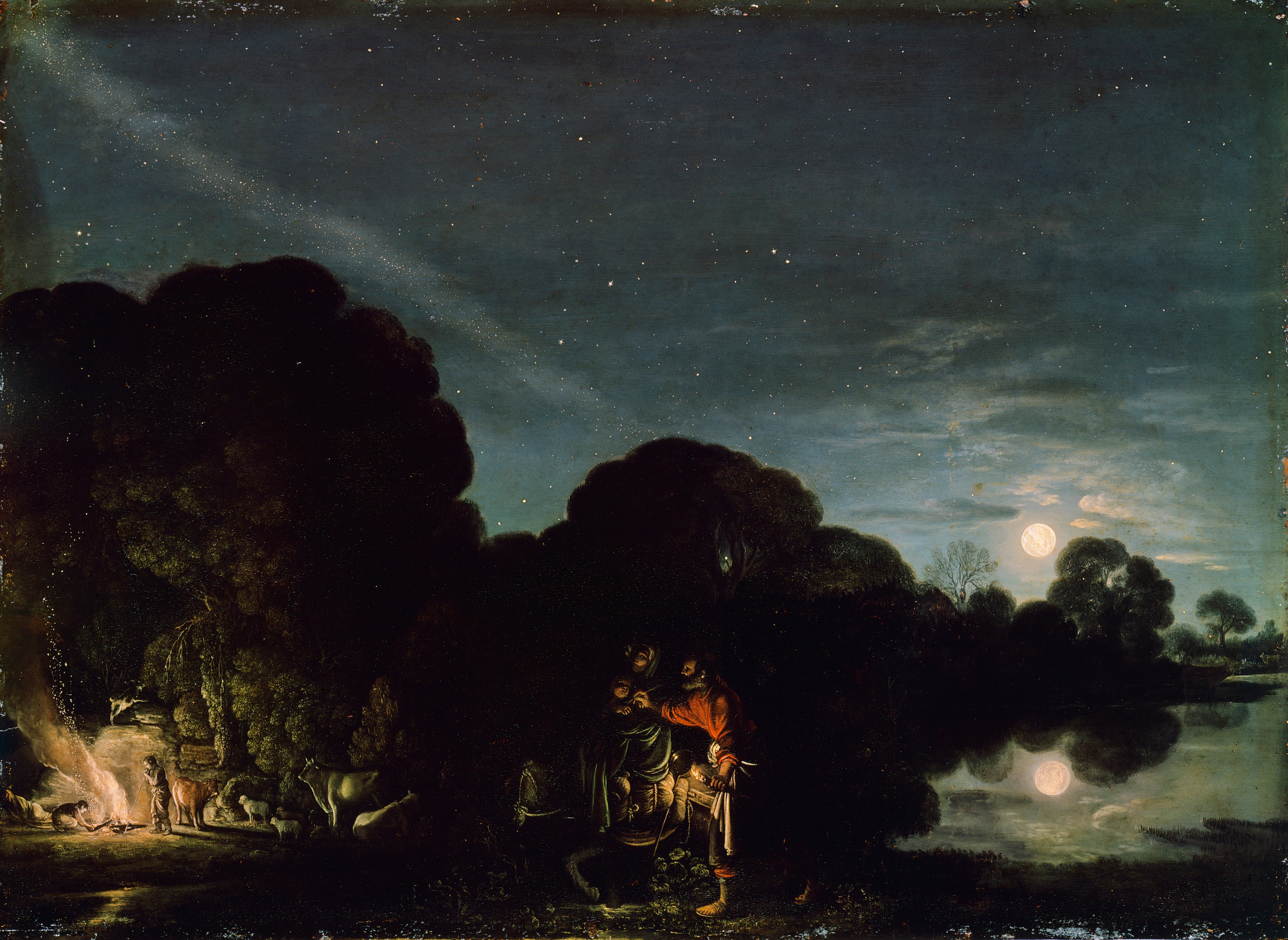
Die Flucht nach Ägypten von Adam Elsheimer, 1609
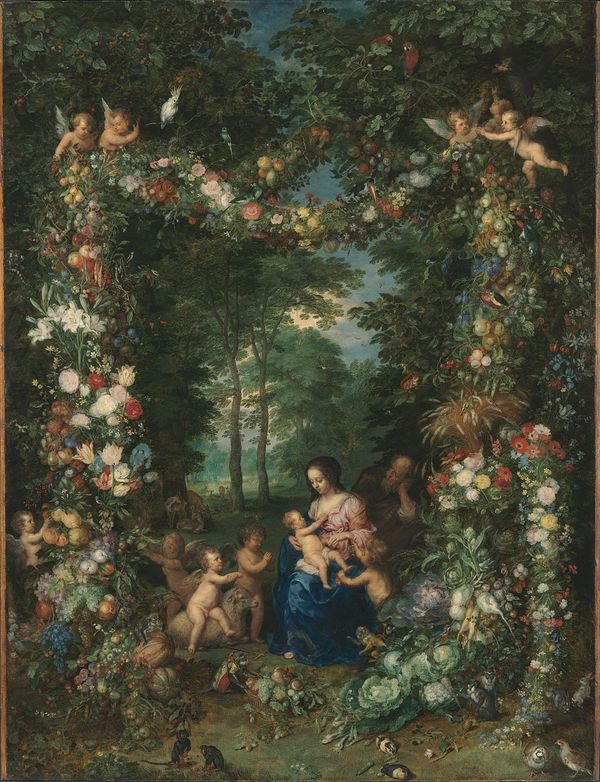
Die Heilige Familie in einem Blumen- und Früchtekranz von Jan Brueghel dem Älteren, etwa 1620 bis 1623
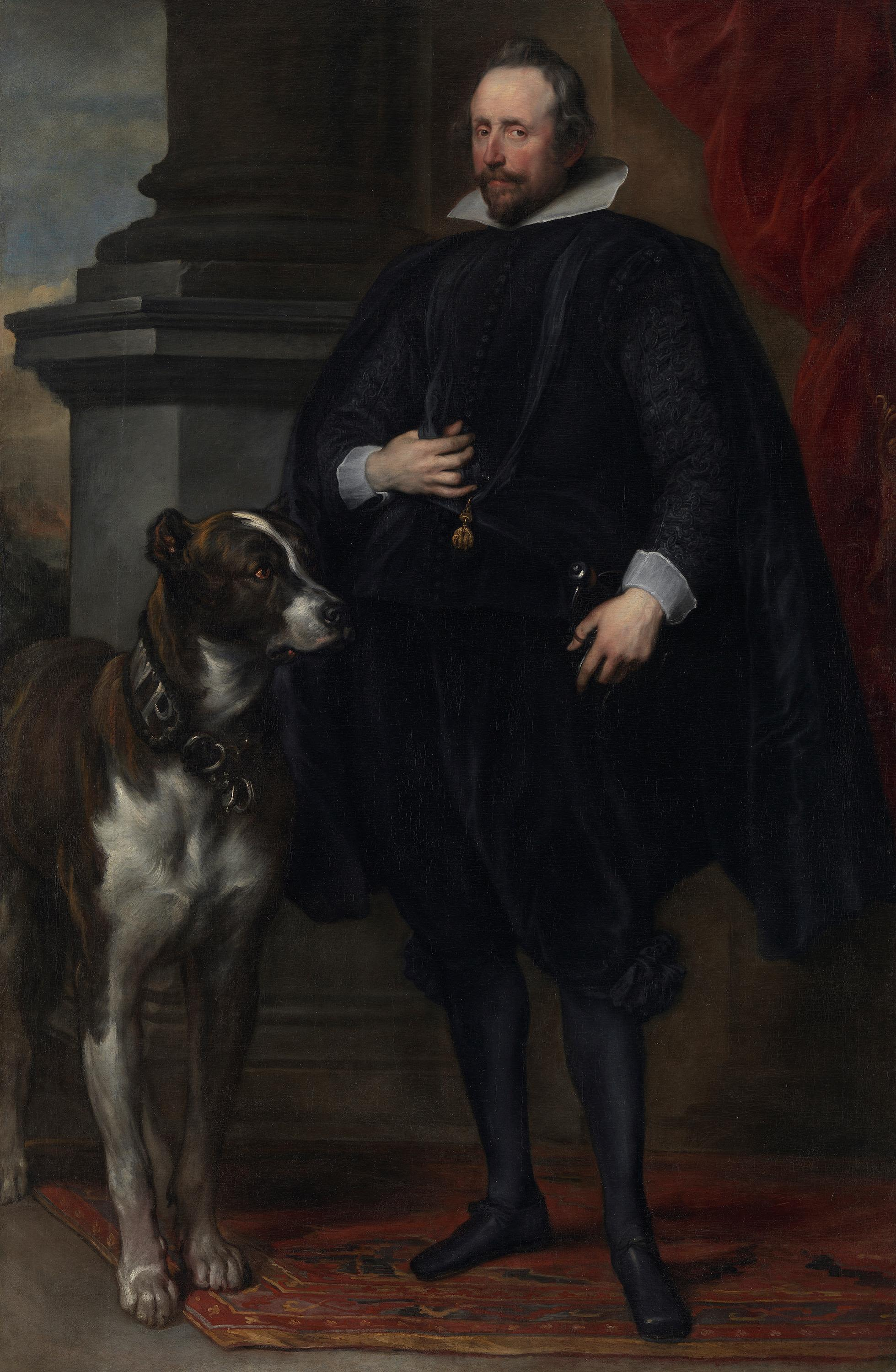
Pfalzgraf Wolfgang Wilhelm von Pfalz-Neuburg von Anthonis van Dyck, ca. 1629
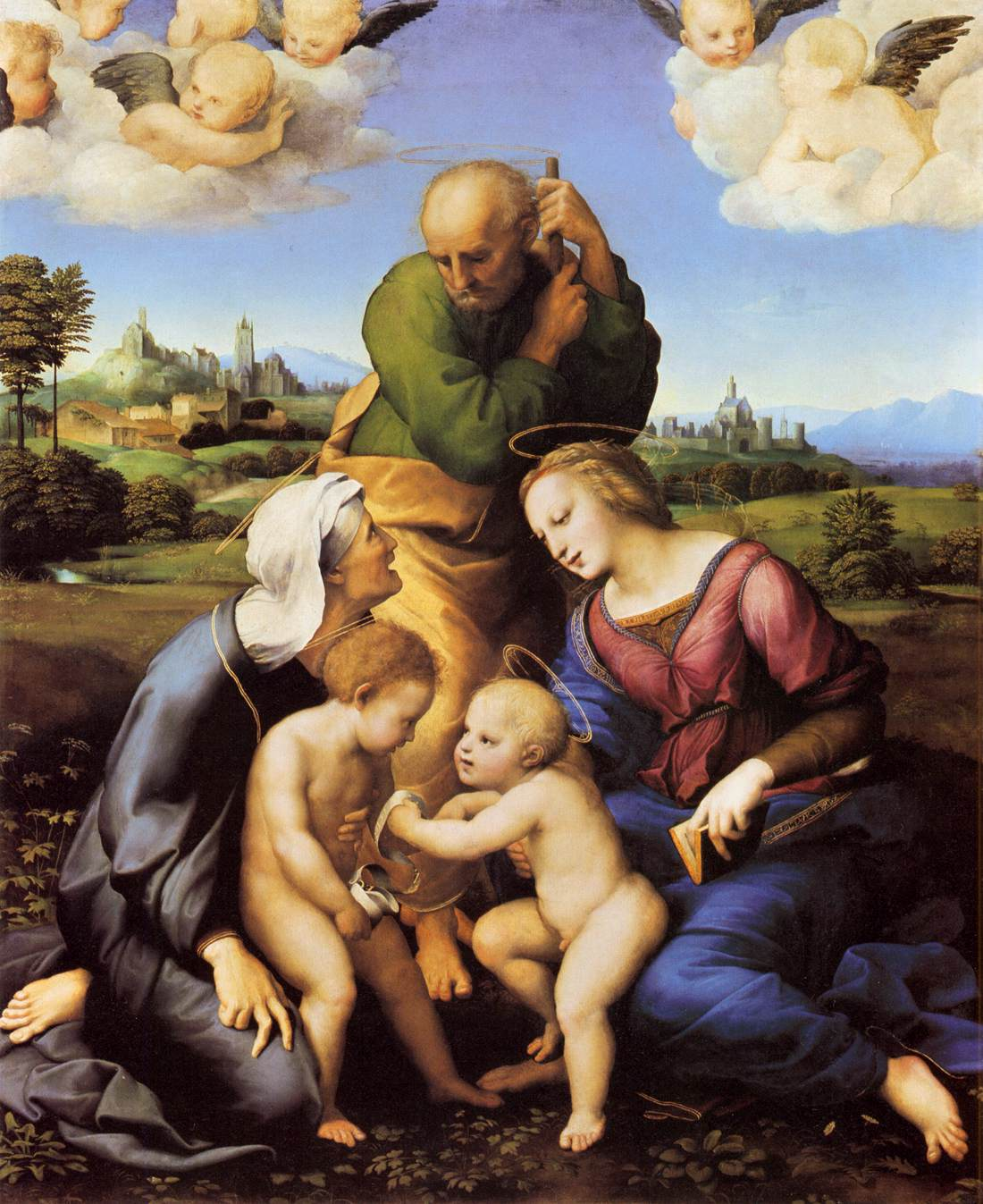
Die Heilige Familie mit der Heiligen Elisabeth und Johannes dem Täufer von Raffael, ca. 1506
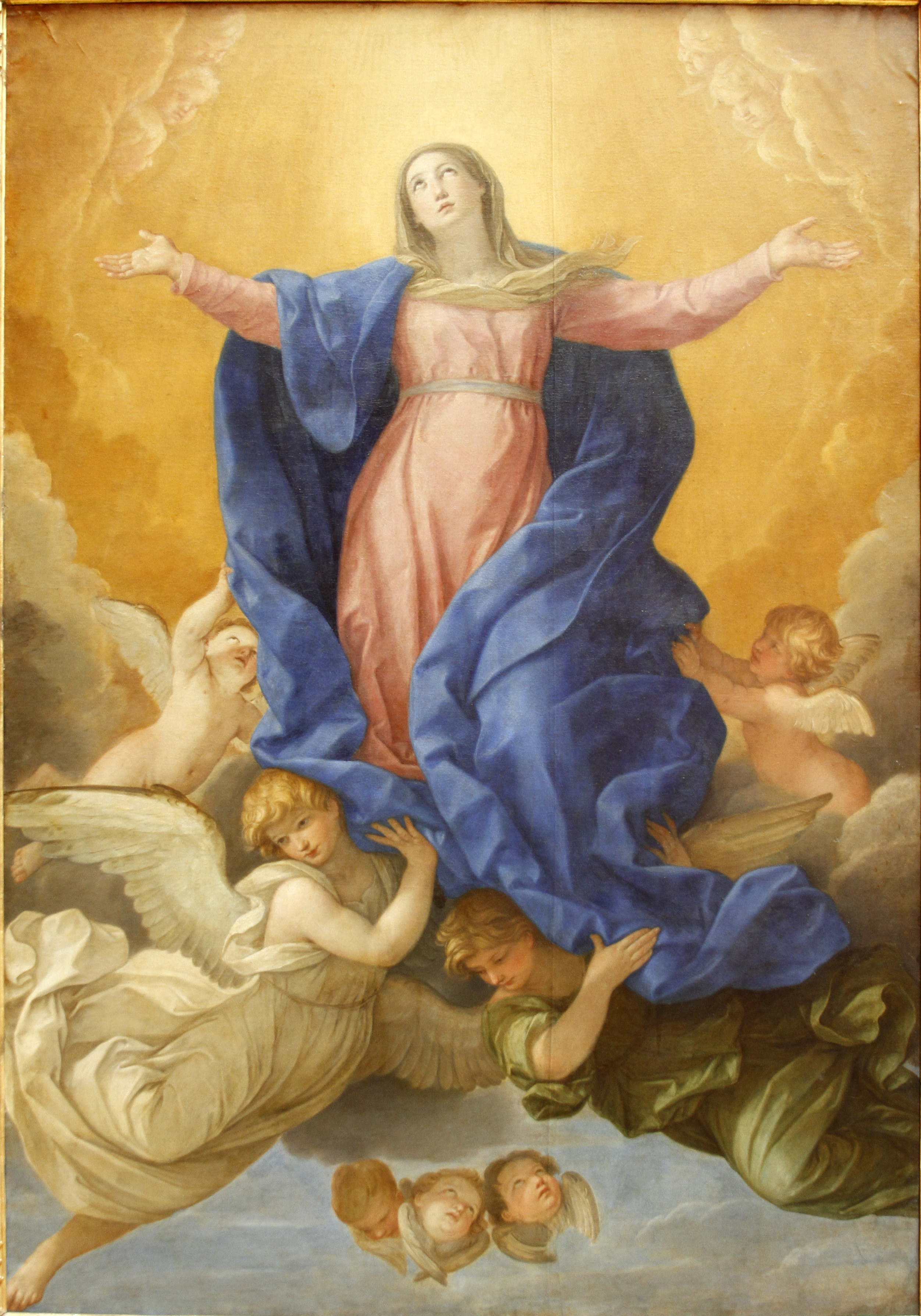
Himmelfahrt Mariä von Guido Reni, 1642
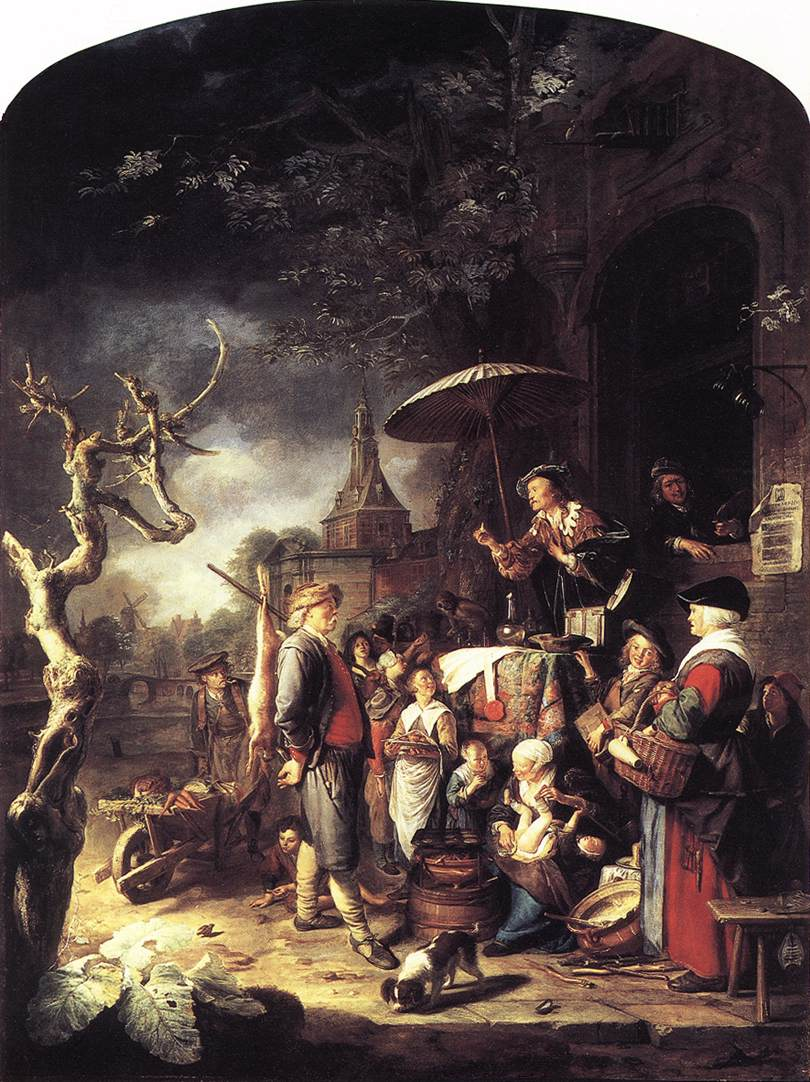
Der Quacksalber von Gerard Dou, 1652

Jan Frans van Douven
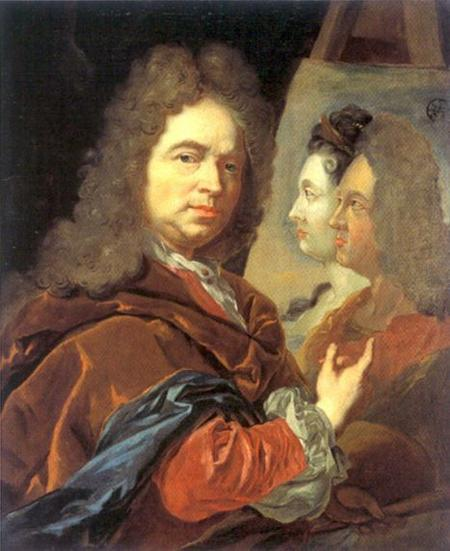
Selbstbildnis mit dem Bildnis des Kurfürstenpaares Johann Wilhelm und Anna Maria Luisa
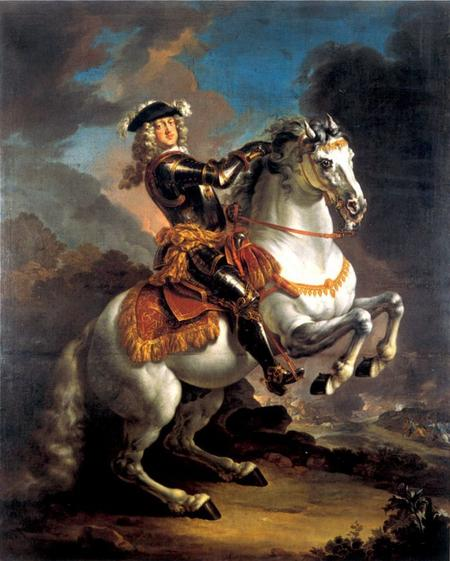
Reiterbildnis des Kurfürsten Johann Wilhelm von der Pfalz
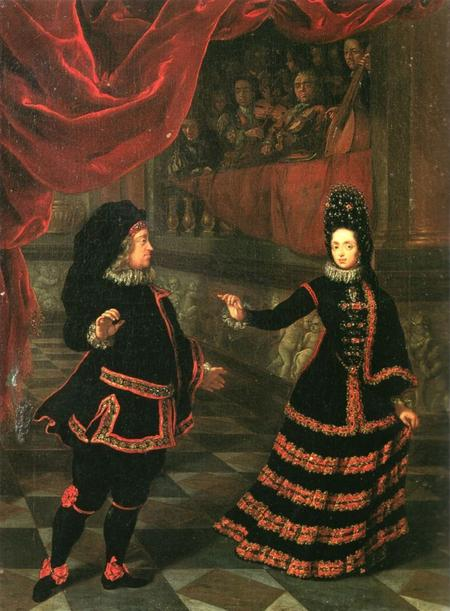
Das Kurfürstenpaar im spanischen Kostüm bei Tanz
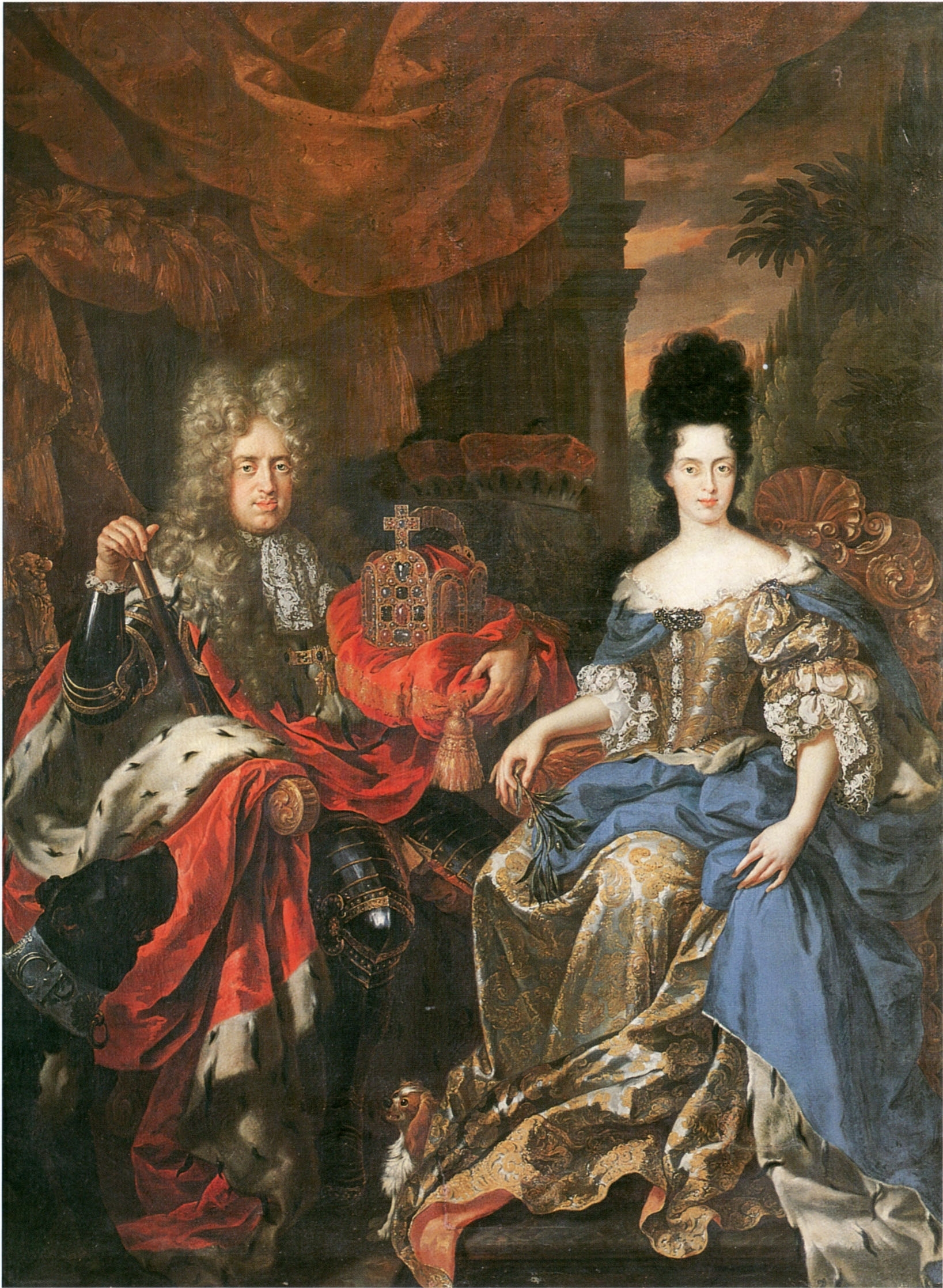
Doppelbildnis des Kurfürsten Johann Wilhelm von der Pfalz und seiner Gemahlin Anna Maria Luisa de’ Medici
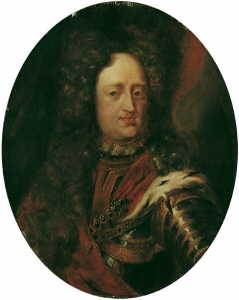
Bildnis des Kurfürsten Johann Wilhelm von der Pfalz
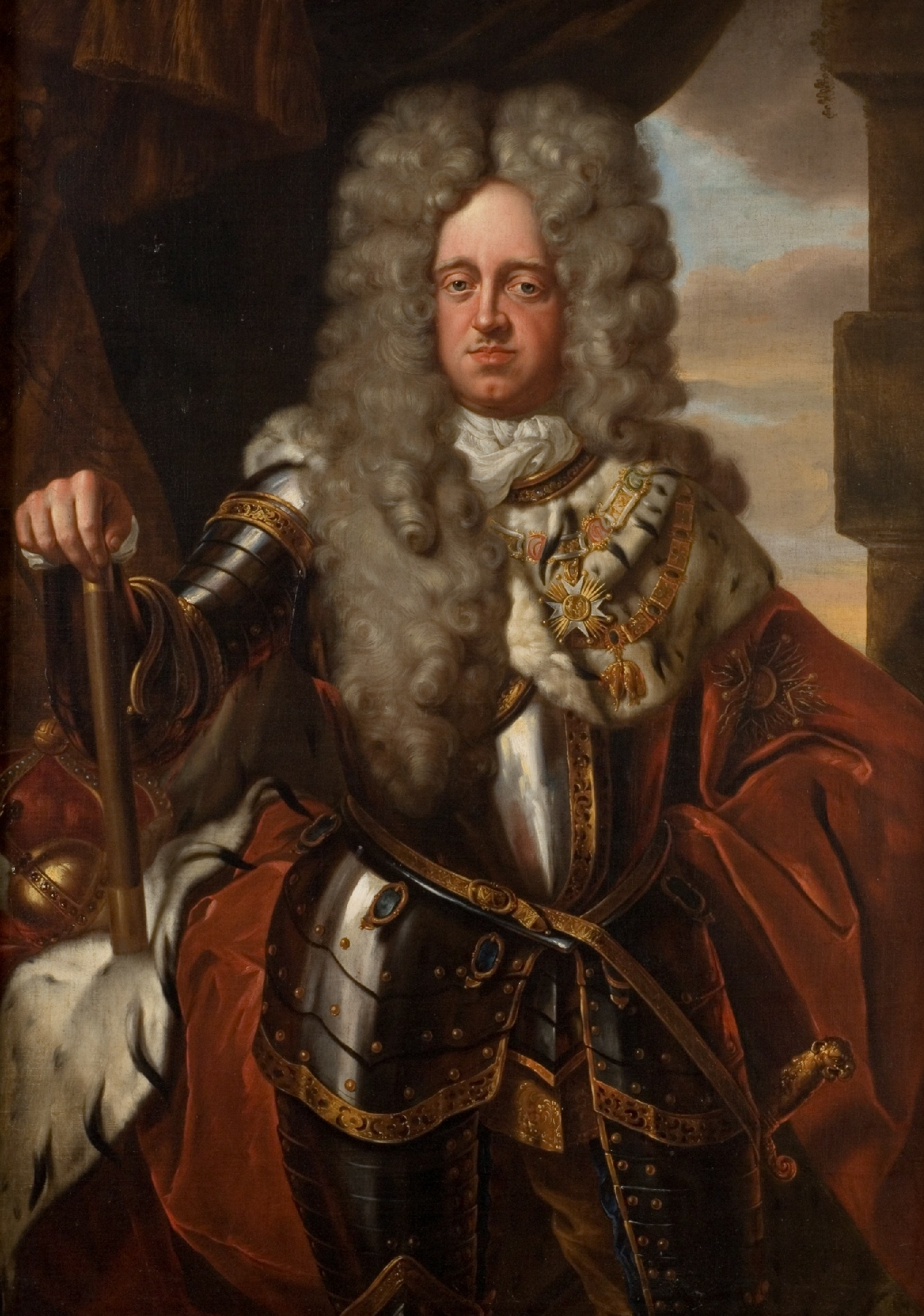
Bildnis des Kurfürsten Johann Wilhelm von der Pfalz
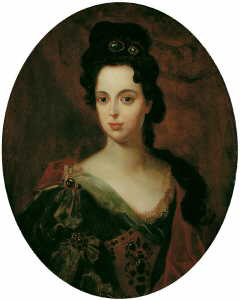
Bildnis der Anna Maria Luisa de’ Medici
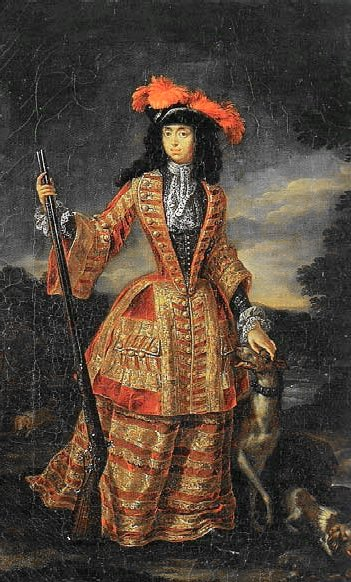
Bildnis der Anna Maria Luisa de’ Medici im Jagdkostüm
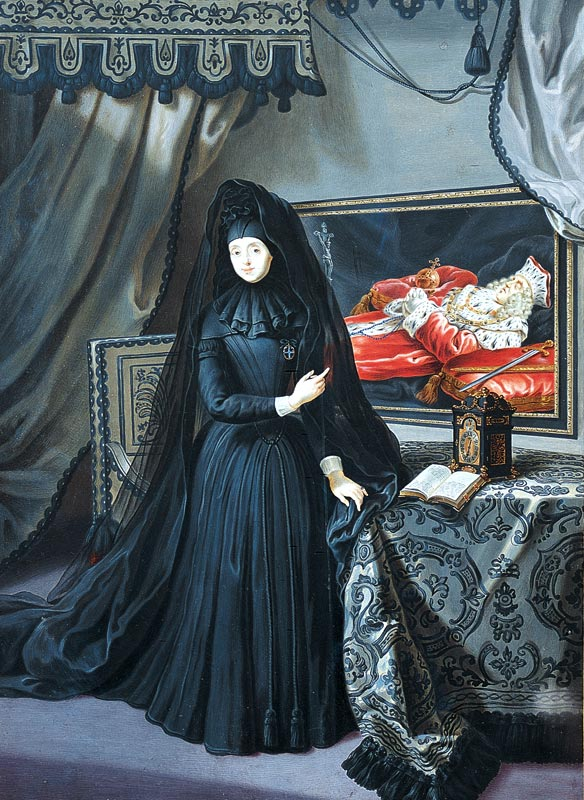
Bildnis der Anna Maria Luisa de’ Medici in Trauer um den Kurfürsten Johann Wilhelm von der Pfalz
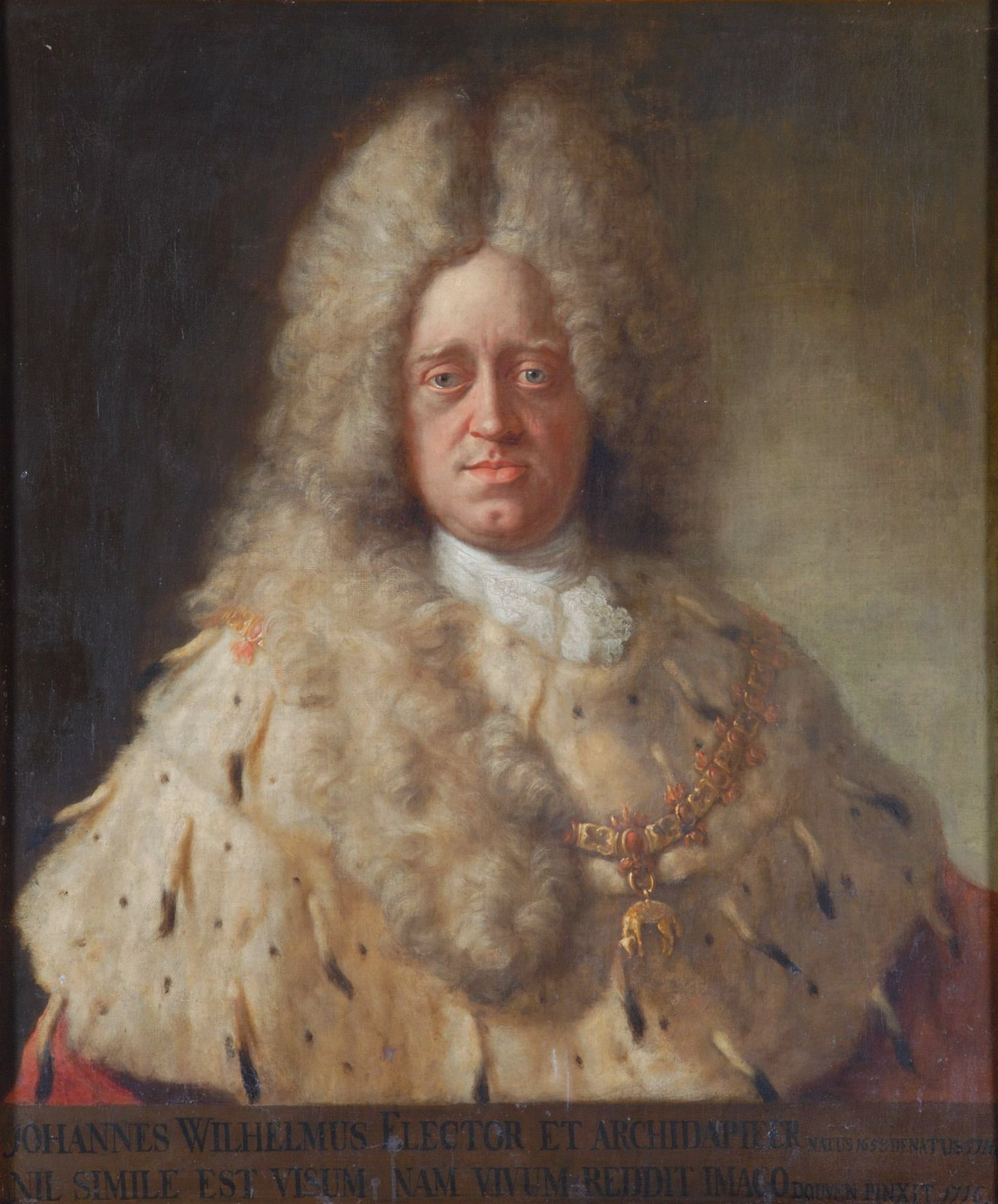
Bildnis des Kurfürsten Johann Wilhelm von der Pfalz
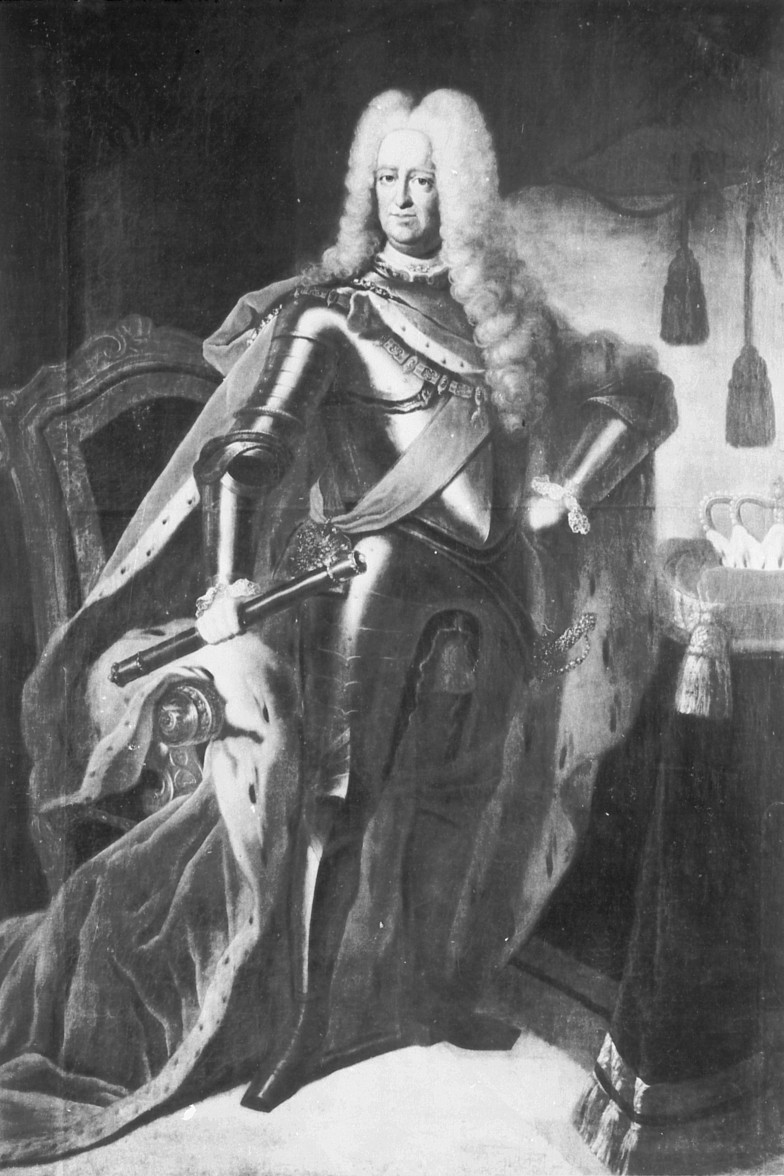
Bildnis des Kurfürsten Karl III. Philipp von der Pfalz
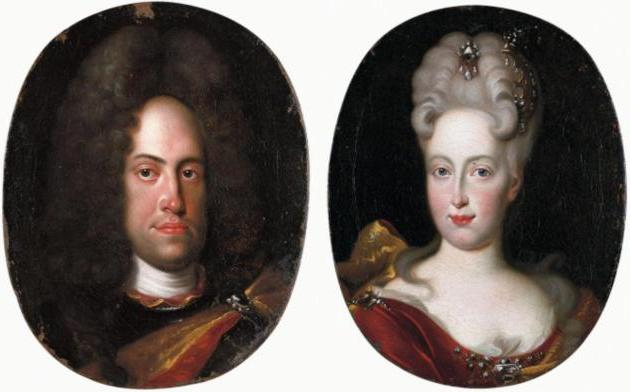
Herzog Johann Wilhelm von Pfalz-Neuburg mit seiner ersten Gemahlin, Maria Anna Josepha von Österreich